# Víctor Manuel II de Italia
Víctor Manuel II de Italia (Víctor Manuel María Alberto Eugenio Fernando Tomás de Saboya; Turín, 14 de julio de 1820-Roma, 9 de enero de 1878), fue rey de Cerdeña desde el 28 de julio de 1849 hasta el 17 de marzo de 1861 y, a partir de entonces, rey de Italia hasta el 9 de enero de 1878. Fue, por tal motivo, el último rey de Cerdeña y el primero de Italia. De 1849 a 1861 también fue duque de Saboya, príncipe de Piamonte y duque de Génova. Asistido por el primer ministro Camillo Benso, conde de Cavour, llevó a cabo la Unificación italiana.
Durante el reinado de su padre, Carlos Alberto, los reinos de Cerdeña y Piamonte fueron unidos. Carlos Alberto fue a la guerra en 1848 contra el Imperio austríaco (que gobernaba la mayor parte de Italia del norte), pero fue derrotado en la batalla de Novara al año siguiente. Carlos Alberto abdicó y su hijo Víctor Manuel se convirtió en rey de Piamonte-Cerdeña el 28 de marzo de 1849.
Bajo su mandato, y debido a las habilidades de su ministro, el conde de Cavour, el Reino de Cerdeña creció hasta incluir toda Italia (1860-1870), por el proceso de Unificación italiana. El Reino de Cerdeña se convirtió en el Reino de Italia en marzo de 1861. Por el hecho de ser el primer rey de una Italia unida y por ser muy popular en la población, Víctor Manuel II fue apodado el "Padre de la Patria" (italiano: Padre della Patria). En un esfuerzo por mantener la continuidad dinástica, y a pesar de ser el primer Rey de Italia, el soberano conservó el número "II" ordinal bajo el cual había gobernado como Rey de Cerdeña. Esta decisión generó malestar en los recientemente unificados territorios del sur.
Algunos de sus objetivos fueron mejorar la industria, efectuar una reforma económica con un nuevo sistema fiscal y mejorar las relaciones exteriores, usando la diplomacia para hacer aliados. Víctor Manuel II fue excomulgado por la Iglesia católica después de que el ejército italiano tomó Roma en 1870 y el papa Pío IX tuvo que retirarse al Vaticano.

## Biografía

### Infancia y juventud

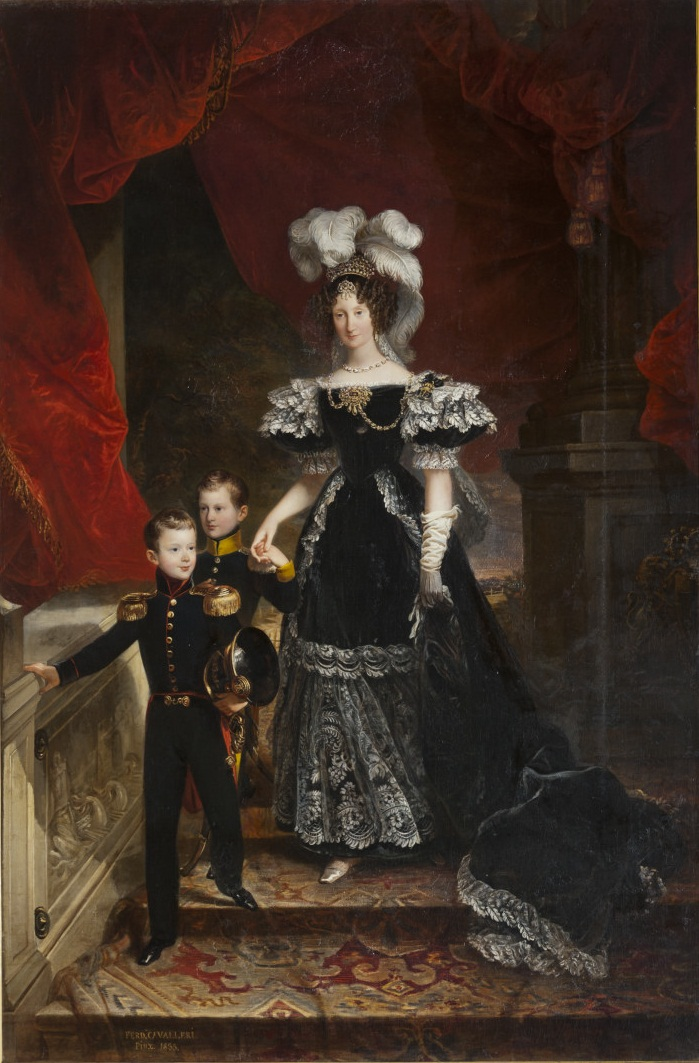
Víctor Manuel de niño con su madre y su hermano Fernando

Víctor Manuel era el hijo mayor de Carlos Alberto, rey de Cerdeña, y María Teresa de Austria. Nació en Turín en el palacio Carignano y pasó los primeros años de su vida en Florencia. Su padre era uno de los pocos miembros varones de la Casa de Saboya, perteneciente a la rama menor de la familia Saboya-Carignano y el segundo en la línea de sucesión al trono. Sin embargo, el príncipe, de simpatías liberales, estuvo involucrado en las revoluciones de 1820 que llevaron a la abdicación de Víctor Manuel I, por lo que Carlos Alberto se vio obligado a partir con su familia a Novara por orden del nuevo rey Carlos Félix.
No obstante, la familia pronto se trasladó a Florencia, al Gran Ducado de Toscana, donde reinaba el abuelo materno de Víctor Manuel, Ferdinando III. En la capital toscana lo confiaron a la educación del tutor Giuseppe Dabormida, quien preparó a los hijos de Carlos Alberto para la disciplina militar.
Siendo físicamente muy diferente de su padre, hubo un rumor que decía que el verdadero primogénito habría muerto, todavía en pañales, en un incendio en la residencia de su abuelo en Florencia, y había sido reemplazado por el hijo de un carnicero toscano llamado Tanaca, que había informado en esos mismos días de la desaparición de su hijo y que más tarde se haría rico. Esta teoría se descarta por dos motivos: el primero es la corta edad de los padres, todavía capaces de procrear y, por lo tanto, generar un segundo heredero al trono, como sucedió solo dos años después con el nacimiento de Fernando, futuro duque de Génova. La segunda razón viene dada por una carta que María Teresa le envió a su padre, el Gran Duque, en la que, hablando del pequeño Víctor Manuel y su vivacidad, dijo: "Realmente no sé de dónde vino este niño. No se parece a ninguno de nosotros, y parecería haber venido a hacernos desesperar a todos"; si el niño no hubiera sido su hijo, habría tenido cuidado de no escribir una oración similar.
Cuando, en 1831, Carlos Alberto fue llamado a Turín para suceder a Carlos Félix de Cerdeña, Víctor Manuel lo siguió, y fue confiado al conde Cesare Saluzzo de Monesiglio, junto con un gran conjunto de tutores que incluían al general Ettore De Sonnaz, el teólogo Andrea Charvaz, el historiador Lorenzo Isnardi y el jurista Giuseppe Manno. La disciplina pedagógica destinada a los pequeños de la Casa de Saboya siempre había sido espartana. Los tutores, elegidos por su apego al trono y al altar, le impusieron una férrea disciplina: despertar a las 5:30, tres horas de estudio, una hora de paseo, una hora para el desayuno, luego esgrima y gimnasia, luego otras tres horas de estudio, media hora para el almuerzo y la visita a su madre, media hora de oraciones para terminar el día.
Los esfuerzos de los preceptores tuvieron poco efecto en el interés de Víctor Manuel por los estudios, quien prefería los caballos, la caza y la esgrima, así como el senderismo por las montañas (el 27 de julio de 1838 Víctior Manuel subió a la cima del Rocciamelone). Le disgustaban la gramática, las matemáticas, la historia y cualquier otra asignatura que requiriera estudio o incluso una simple lectura. Los resultados eran tan pobres que un día, cuando sólo tenía diez años, su padre lo llevó a un notario y le hizo firmar un compromiso solemne para dedicarse más a los estudios. Parece que el único cariño lo recibió de su madre, pues su padre no mostraba interés por nadie y sólo le daba la mano dos veces al día para que se la besara y decirle: C'est bon. Y para poner a prueba su madurez, le ordenó responder a esta pregunta por escrito: "¿Puede un príncipe tomar parte en la compra-venta de caballos?".
El interés de Víctor Manuel por el estudio no mejoró y, de hecho, se puede ver a partir de las cartas autografiadas que escribió a lo largo de su vida y que ciertamente no representan un modelo para la sintaxis y la gramática. Los únicos temas por los que tenía cierto interés eran la caligrafía y la estrategia militar.
Cuando se le concedió el rango de coronel y el mando de un regimiento, a la edad de dieciocho años, pudo finalmente dar rienda suelta a su ambición militar, y también supuso el fin de ese régimen opresivo que lo había atormentado en el inútil intento de darle una cultura.

### Matrimonios e hijos

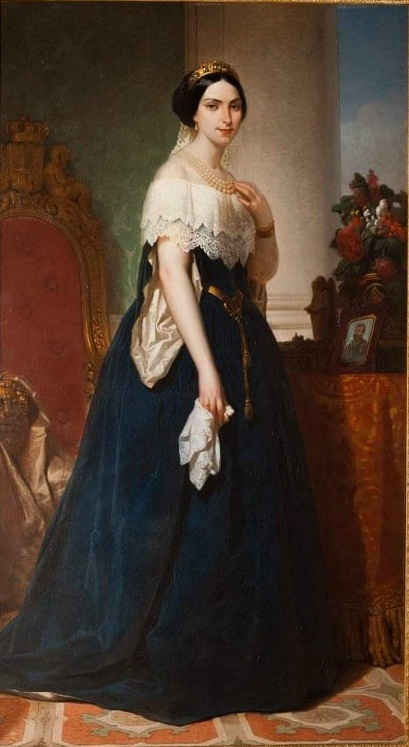
María Adelaida de Austria (1822-1855), reina de Cerdeña y esposa de Víctor Manuel II

Se casó con su prima María Adelaida de Austria en 1842. A pesar del amor que unía a María Adelaida con su marido, y el sincero afecto que él tenía por ella, Víctor Manuel mantuvo varias relaciones extramatrimoniales.
Tuvieron ocho hijos:
1. María Clotilde de Saboya (1843-1911), condesa de Moncalieri; se casó con Napoleón José (1822-1891) (el príncipe Napoleón). Su nieto Luis fue el pretendiente al trono francés por la casa de los Bonaparte.
2. Humberto I de Italia (1844-1900), rey de Italia desde 1878 hasta su muerte.
3. Amadeo I de España (1845-1890), rey de España de 1870 a 1873; duque de Aosta.
4. Otón de Saboya, duque de Monferrato (1846-1866).
5. María Pía de Saboya (1847-1911), reina consorte de Portugal entre 1862 y 1889 al casarse con Luis I de Portugal.
6. Carlos Alberto de Saboya, duque de Chablais (1851-1854).
7. Víctor Manuel de Saboya (1852-1852).
8. Víctor Manuel de Saboya, conde de Génova (1855-1855).

En 1847 conoció a la Bela Rosin, Rosa Vercellana (apodada La Rosina), que será su compañera para toda la vida. En 1864, Rosina siguió al rey a Florencia y se estableció en la villa La Petraia. En 1869 el rey cayó enfermo y, temiendo morir, se casó religiosamente con su amante mediante un matrimonio morganático, es decir, desigual, por lo que no podía ser reina, concediéndole los títulos de condesa de Mirafiori y Fontanafredda. El matrimonio religioso tuvo lugar el 18 de octubre de ese mismo año, también celebrado con rito civil, el 7 de octubre de 1877, en Roma.
Tuvieron dos hijos:
- Victoria (1848-1905)
- Manuel Alberto (1851-1894)

### Primer año de reinado

Juramento de Víctor Manuel II en el Palacio Madama de Turín

Carlos Alberto, aclamado como un soberano reformista, concedió una constitución el 4 de marzo de 1848 (Estatuto albertino) y declaró la guerra a Austria. Mientras tanto, dio inicio al largo período conocido como el Resurgimiento italiano al entrar en Lombardía con tropas piamontesas y voluntarios italianos. Víctor Manuel fue el jefe de la 7.ª División de Reserva. Los resultados de la Primera Guerra de la Independencia fueron desastrosos para el Reino de Cerdeña, que, abandonado por sus aliados y derrotado el 25 de julio en Custoza y el 4 de agosto en Milán, negoció un primer armisticio el 9 de agosto. Las hostilidades se reanudaron el 20 de marzo de 1849. El 23 de marzo, después de una violenta batalla en la zona cerca del Bicocca, Carlos Alberto comenzó las negociaciones con Austria para la rendición. Las condiciones fueron muy duras e incluían la presencia de una guarnición austriaca en las fortalezas de Alessandria y Novara. Carlos Alberto, en presencia de Wojciech Chrzanowski, Carlo Emanuele La Marmora, Alessandro La Marmora, Raffaele Cadorna, Víctor Manuel y su hijo Fernando de Saboya-Génova, firmó su abdicación y, con un pasaporte falso, regresó a Niza, desde donde partió para el exilio en Portugal.
Esa misma noche, justo antes de la medianoche, Víctor Manuel II fue a una casa de campo en Vignale, donde el general Radetzky lo estaba esperando, para volver a negociar con los austriacos, es decir, para su primera acción como rey. Después de obtener una reducción de las condiciones del armisticio (Radetzky no quería empujar al joven gobernante en los brazos de los demócratas), Víctor Manuel II aseguró que quería actuar con la máxima determinación contra el partido democrático al que su padre había permitido tanta libertad y lo había llevado a la guerra contra Austria. Desautorizó plenamente las acciones de su padre y definió a los ministros como un "montón de imbéciles", al tiempo que reiteraba al general Radetzky que todavía disponía de unos 50.000 hombres para lanzar a la refriega, aunque éstos sólo existían en el papel. Sin embargo, Víctor Manuel, a pesar de la presión de Austria, se negó a revocar la Constitución recién otorgada por su padre, el Estatuto, y fue el único soberano de toda la península en conservarla.

### El rey galante

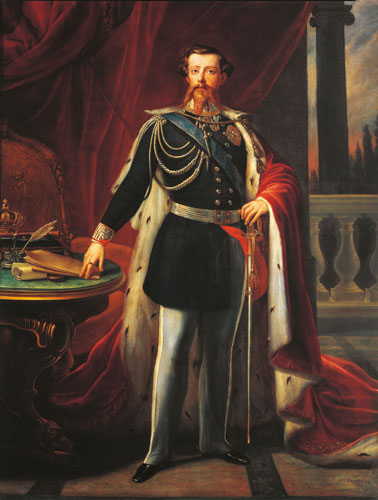
Retrato del joven Víctor Manuel II.

Después de la derrota de Novara y la abdicación de Carlos Alberto, se comenzó a llamar a Víctor Manuel II el rey galante (re galantuomo), ya que, animado por sentimientos patrióticos y determinado a defender las libertades constitucionales, se opuso ferozmente a las exigencias de Radetzky de abolir la Estatuto Albertino.
Una rama de la historiografía afirma que Víctor Manuel, a pesar de tener sentimientos absolutistas, mantuvo las instituciones liberales por previsión política, dándose cuenta de su gran importancia en la administración del Estado. Prueba de ello es también la larga colaboración entre el monarca y el presidente del Consejo Camillo Benso, conde de Cavour, fuertemente dividido por las diferentes posiciones políticas (absolutismo y liberalismo). La previsión política antes mencionada sería lo que lo llevó a contradecir sus propios principios, y este sería por lo tanto el origen de la denominación de "Rey Galante".

### Fin de la Primera Guerra de Independencia
Las negociaciones entre Víctor Manuel y el mariscal de campo Josef Radetzky tuvieron lugar desde la mañana hasta la tarde del 24 de marzo, también en Vignale, y el acuerdo se firmó el 26 de marzo en Borgomanero. Víctor Manuel prometió disolver el cuerpo de voluntarios del ejército y cedió a los austriacos la fortaleza de Alessandria y el control de los territorios entre los ríos Po, Sesia y Ticino, así como sufragar los daños de la guerra con la astronómica cifra de 75 millones de francos franceses. Estos eran los acuerdos de armisticio que, en el artículo 5 del Estatuto de Albertino, tenían que ser ratificados por la Asamblea para firmar la Ley de Paz.

### Motín de Génova
Tras el armisticio de Vignale, en la ciudad de Génova hubo un levantamiento popular, impulsado por movimientos republicanos e independentistas, que logró expulsar a toda la guarnición de la ciudad. Algunos soldados fueron linchados por los insurgentes. Víctor Manuel II, de acuerdo con el gobierno, envió inmediatamente un cuerpo de Bersaglieri, apoyados por numerosas piezas de artillería y dirigidos por el general Alfonso La Marmora. En cuestión de días la revuelta fue atajada. Fuertes bombardeos y posteriores saqueos y violaciones militares llevaron a la subyugación de la capital de Liguria, con un costo de 500 muertes entre la población. Satisfecho con la represión, Víctor Manuel escribió -en francés- una carta de alabanza a La Marmora en abril de 1849, llamando a los insurgentes "vil e infecta raza de canallas" y le ordenó, sin embargo, garantizar una mayor disciplina por parte de los soldados ("intentar si se puede asegurarse de que los soldados no se dejen ir por los excesos contra los habitantes, y, darles, si es necesario, un alto salario y una gran disciplina").

### La proclama de Moncalieri
El 29 de marzo de 1849 el nuevo rey compareció ante el Parlamento para prestar el juramento de lealtad, y al día siguiente lo disolvió y convocó nuevas elecciones. Los 30 000 votantes que acudieron a las urnas el 15 de julio votaron un parlamento demasiado "democrático" que se negó a aprobar la paz que el rey ya había firmado con Austria. Víctor Manuel, después de promulgar la proclamación de Moncalieri, en la que se invitó al pueblo a elegir representantes conscientes de la trágica hora del Estado, disolvió de nuevo el Parlamento, para asegurar que los recién elegidos mantuvieran ideas pragmáticas. El nuevo Parlamento estaba formado por dos tercios de los moderados a favor del gobierno de Massimo d'Azeglio. El 9 de enero de 1850, el tratado de paz con Austria fue finalmente ratificado.

### Llegada de Cavour al poder

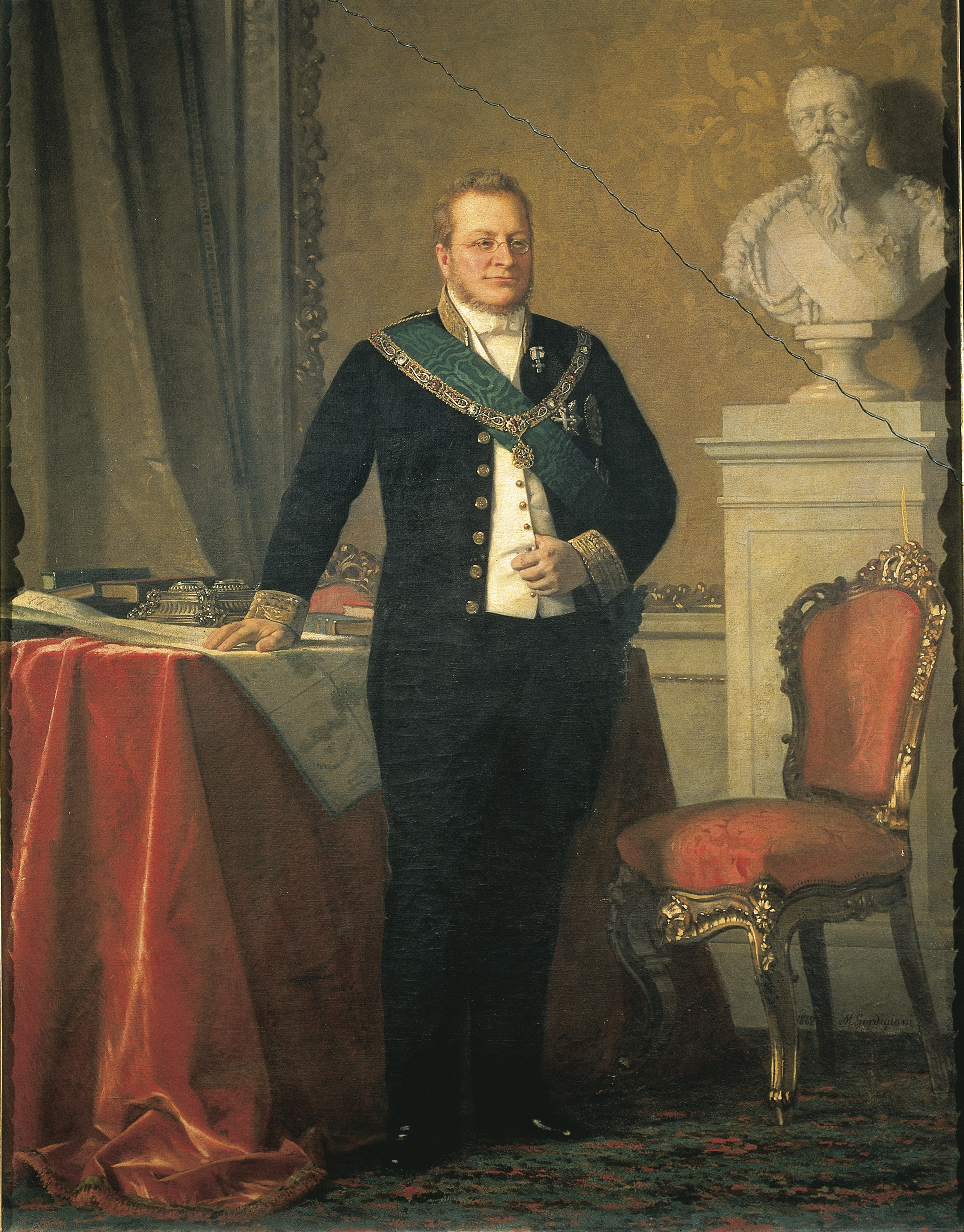
Camillo Benso, conde de Cavour

Cavour, ya candidato al Parlamento, accedió al gobierno en junio de 1848. Siguió una línea política independiente, que no lo excluía de las críticas, pero que lo mantuvo en una situación de anonimato hasta la proclamación de las leyes Siccardi, que incluían la abolición de ciertos privilegios relacionados con la Iglesia, que ya habían sido derogados en muchos Estados europeos.
Víctor Manuel fue sometido a una enorme presión por las jerarquías eclesiásticas para no promulgar esas leyes; también llegaron a movilizar al arzobispo Charvaz, quien, habiendo sido el tutor del rey, mantenía cierta influencia sobre su exalumno. Incluso se llegó a insinuar que las desgracias que habían afectado a la familia real (la muerte de su madre y la enfermedad de su esposa) fueron el resultado de un castigo divino por su falta de oposición a las leyes consideradas "sacrílegios". El monarca, que, aunque no tan intolerante como su padre, era muy supersticioso, prometió que se opondría a las leyes. Incluso le escribió al papa una carta, muy poco gramatical, en la que renovó su devoción como católico y reiteró que se opondría a esas medidas. Sin embargo, cuando el Parlamento aprobó las leyes, dijo que lo sentía, pero que el Estatuto no le permitía oponerse a ellas. Demostró que, aunque era alérgico a los principios democráticos, era un observador escrupuloso de la Constitución.
La participación activa de Cavour en las negociaciones sobre las leyes le valió el interés público y, a la muerte de Pietro De Rossi Di Santarosa, fue nombrado nuevo ministro de Agricultura, y, a partir de 1851, fue ministro de Finanzas del gobierno Azeglio.
Cavour se convirtió en el presidente del Consejo del Reino el 4 de noviembre de 1852, a pesar de la aversión que Víctor Manuel II tenía hacia él. No obstante la indiscutible unión política, entre los dos nunca hubo gran simpatía. De hecho, Víctor Manuel limitó repetidamente sus acciones y hasta llegó a despreciar varios de sus proyectos políticos, algunos de ellos incluso considerables. Probablemente recordaba cómo un todavía joven Cavour había sido denunciado por sus comentarios republicanos y revolucionarios durante el servicio militar.

## La Unificación italiana

### Guerra de Italia

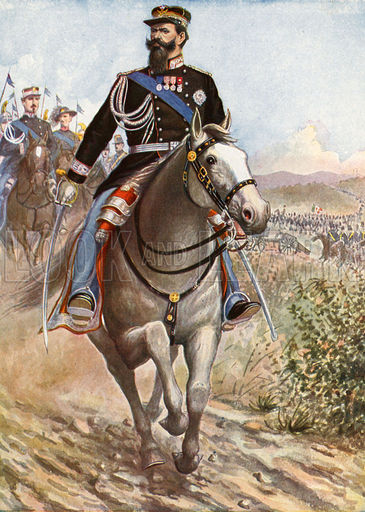
Víctor Manuel II revisa las tropas para la Guerra de Crimea

Decidido a llevar el problema de Italia a los salones políticos de Europa, Cavour vio la guerra ruso-turca que estalló en junio de 1853 como una oportunidad única. Nicolás I de Rusia había ocupado Valaquia y Moldavia, en ese momento dentro del Imperio Otomano, y Reino Unido y Francia, en los que Cavour esperaba encontrar aliados, marcharon en ayuda del sultán turco.
Víctor Manuel II parecía a favor de un conflicto, por lo que expresó al embajador francés: "Si nos vencen en Crimea, no tendríamos nada que hacer más que retirarnos, pero si somos vencedores, ¡bien! esto tendrá más valor para los lombardos que todos los artículos que los ministros quieren añadir al tratado [ ...] si no quieren marchar, elegiré a otros que marchen".
Después de la aprobación de Víctor Manuel, Cavour comenzó las negociaciones con los países en guerra, que continuaron durante mucho tiempo debido a las diferencias entre los ministros. Finalmente, el 7 de enero de 1855, los gobiernos francés e inglés impusieron un ultimátum a Cerdeña: en un plazo de dos días, aprobar o no la entrada en guerra. Cavour convocó al Consejo de Ministros y, a las nueve de la mañana del día siguiente, firmó la participación de Cerdeña en la Guerra de Crimea.

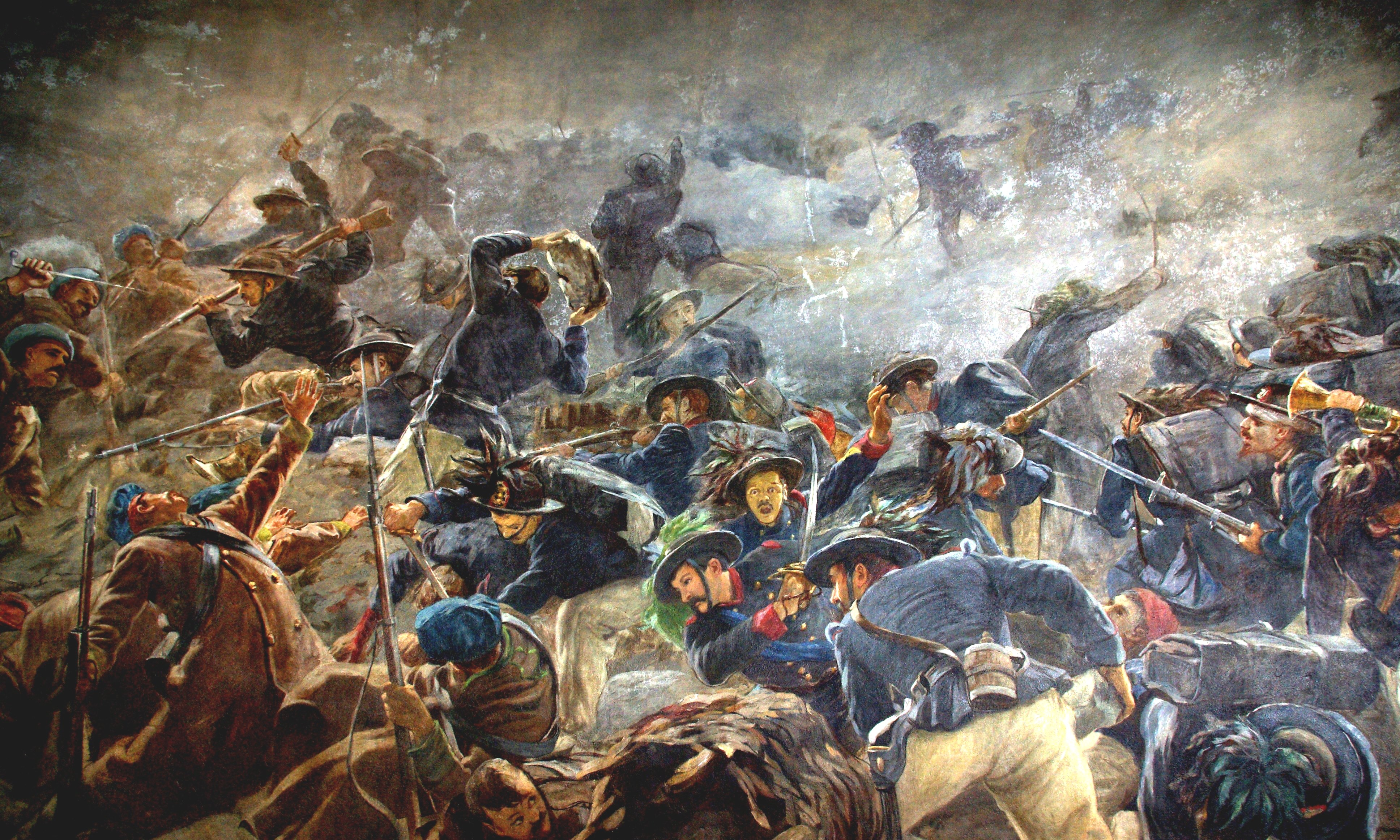
Batalla de Chernaia.

Fue Alfonso La Marmora quien capitaneó la expedición que, desde Génova, navegó hacia el este: los piamonteses enviaron un contingente de 15 000 hombres. Obligado a permanecer relegado a la retaguardia bajo el mando británico, La Marmora logró hacer valer su posición capitaneando las tropas él mismo en la batalla de Chernaia, que fue un triunfo. El eco de la victoria rehabilitó al ejército sardo y le dio a Víctor Manuel II la oportunidad de viajar a Londres y París para crear conciencia sobre la cuestión del Piamonte. En particular, instó al rey a hablar con Napoleón III, que parecía tener más intereses que los británicos en Italia.
En octubre de 1855 Rusia firmó el Tratado de París. Piamonte, que había puesto como condición de su participación en la guerra una sesión extraordinaria para tratar los temas de Italia, denunció al gobierno absolutista de Fernando II de las Dos Sicilias, previendo graves disturbios si no se resolvía un problema ahora generalizado en casi toda la península italiana: la opresión bajo un gobierno extranjero.
Esto no gustó al gobierno austriaco, que se sintió cuestionado, y Karl Buol, ministro de Asuntos Exteriores de Francisco José I de Austria, se expresó en estos términos: "Austria no puede aceptar el derecho que el conde de Cavour ha concedido a la corte de Cerdeña para que alce la voz en nombre de Italia".
En cualquier caso, la participación de Cerdeña en los Tratados de París despertó gran alegría en el país. Aumentaron los artículos propagandísticos anti-Saboya y anti-Habsburgo en Viena y Turín respectivamente, mientras que, a su vez, Buol y Cavour exigían una disculpa oficial: finalmente, el 16 de marzo, Buol ordenó a sus diplomáticos que abandonaran la capital sarda, a lo que Cavour respondió el 23 de marzo de la misma manera. Las relaciones diplomáticas entre ambos países se rompieron.

### Acuerdo de Plombières
En un clima internacional tan tenso, el italiano Felice Orsini atentó contra la vida de Napoleón III detonando tres bombas contra su carruaje, y, aunque el emperador salió ileso, el atentado causó ocho muertes y cientos de heridos. A pesar de las expectativas de Austria, que esperaba la aproximación de Napoleón III a su política reaccionaria, Cavour convenció hábilmente al emperador francés de que la situación italiana había llegado a un punto crítico y necesitaba de su intervención.
Fue así como se sentaron las bases para una alianza sardo-francesa, a pesar de la oposición de algunos ministros parisinos, especialmente del primo del emperador, Alexander Walewski. Gracias también a la intercesión de Virginia Oldoini, condesa de Castiglione, y del diplomático Costantino Nigra, ambos adecuadamente instruidos por Cavour, las relaciones entre Napoleón y Víctor Manuel se hicieron cada vez más estrechas.
En julio de 1858, con el pretexto de unas vacaciones en Suiza, Cavour se trasladó a Plombières, en Francia, donde se entrevistó en secreto con Napoleón III. Los acuerdos verbales que siguieron, y su formalización en la alianza sardo-francesa de enero de 1859, preveían la ayuda militar francesa en caso de un ataque austríaco, la cesión a Francia de Saboya y Niza a cambio de apoyar la conquista del Reino lombardo-véneto y la creación de un Reino de la Alta Italia. En Plombières, también decidieron el matrimonio entre el primo del emperador, Napoleón José Carlos Bonaparte, y María Clotilde de Saboya, hija de Víctor Manuel.

### Un "grito de dolor"
Las noticias de la reunión de Plombières se filtraron a pesar de todas las precauciones. Napoleón III no contribuyó a mantener el secreto, diciendo al embajador de Austria:

Lamento que nuestras relaciones ya no sean tan buenas como en el pasado; sin embargo, por favor informe al emperador que mis sentimientos personales hacia él no han cambiado..

Diez días después, el 10 de enero de 1859, Víctor Manuel II se dirigió al parlamento de Cerdeña con el famoso discurso del "grito de dolor", cuyo texto original se guarda en el castillo de Sommariva Perno.

Nuestro país, pequeño por territorio, ha adquirido crédito en los Gobiernos de Europa porque grandes son las ideas que representa, por las simpatías que inspira. Esta condición no está exenta de peligro, ya que, si bien respetamos los tratados, ¡no somos insensibles al grito de dolor que surge de muchas partes de Italia!
Víctor Manuel II, 10 enero 1859

A Piamonte, de inmediato, llegaron voluntarios, convencidos de que la guerra era inminente, y el rey comenzó a ampliar las tropas en la frontera con Lombardía, cerca de Ticino. A principios de mayo de 1859, Turín pudo disponer de unos 63 000 hombres. Víctor Manuel tomó el mando del ejército y dejó el control de la ciudadela de Turín a su primo Eugenio de Saboya-Carignano. Preocupado por el rearme de Saboya, Austria envió un ultimátum a Víctor Manuel II, que fue rechazado de inmediato. Así es como, al parecer, Massimo d'Azegliojuzgó las noticias del ultimátum de los Habsburgo:

El ultimátum es una de esas loterías que ocurren una vez en un siglo!

### Italia y Víctor Manuel
No tengo otra ambición que ser el primer soldado de la independencia italiana.
Turín, 29 abril 1859 - Proclama de S.M. el rey, Segunda guerra de la Independencia italiana

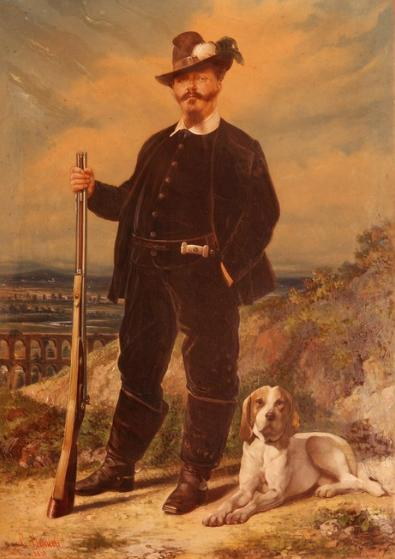
Víctor Manuel II, en traje de caza, en el palacio de Ajuda, Lisboa.

Después de que los austriacos se retiraran de Chivasso, los franco-piamonteses derrotaron al cuerpo del ejército enemigo en Palestro y Magenta, y llegaron a Milán el 8 de junio de 1859. Los Cazadores de los Alpes, liderados por Giuseppe Garibaldi, rápidamente ocuparon Como, Bérgamo, Varese y Brescia. Eran solo unos 3500 hombres, mal armados, que después se dirigieron hacia Trentino. Las fuerzas de los Habsburgo se retiraban de toda Lombardía.

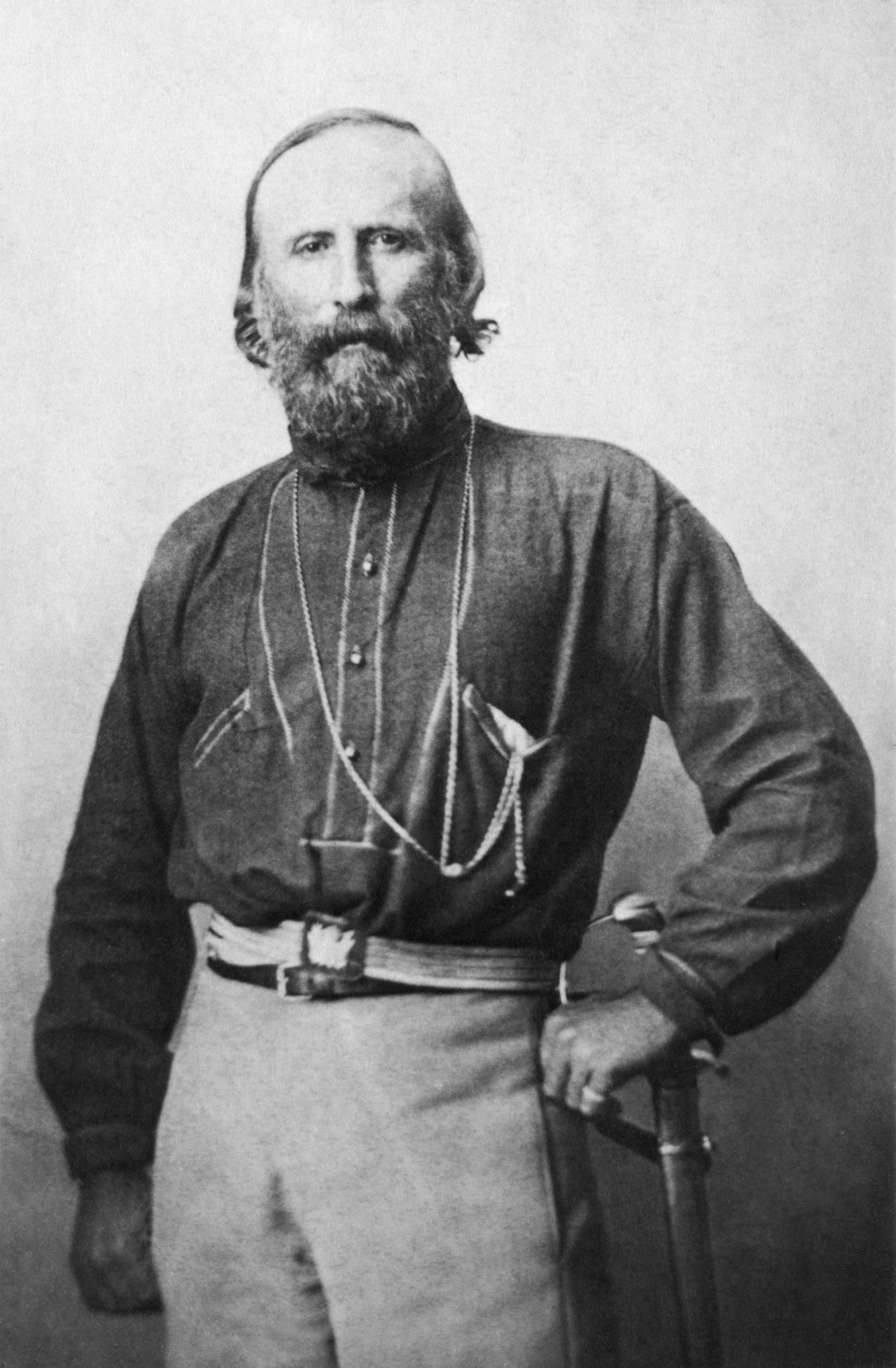
Giuseppe Garibaldi

La batalla de Solferino y San Martino fue decisiva: parece que, justo antes del enfrentamiento en San Martino, Víctor Manuel II dijo a las tropas:

¡Chicos, o tomamos San Martino o ellos nos obligan a hacer San Martino a nosotros!

("Hacer San Martino (fare San Martino, en piamontés fé San Martin, quiere decir "mover", "desalojar").

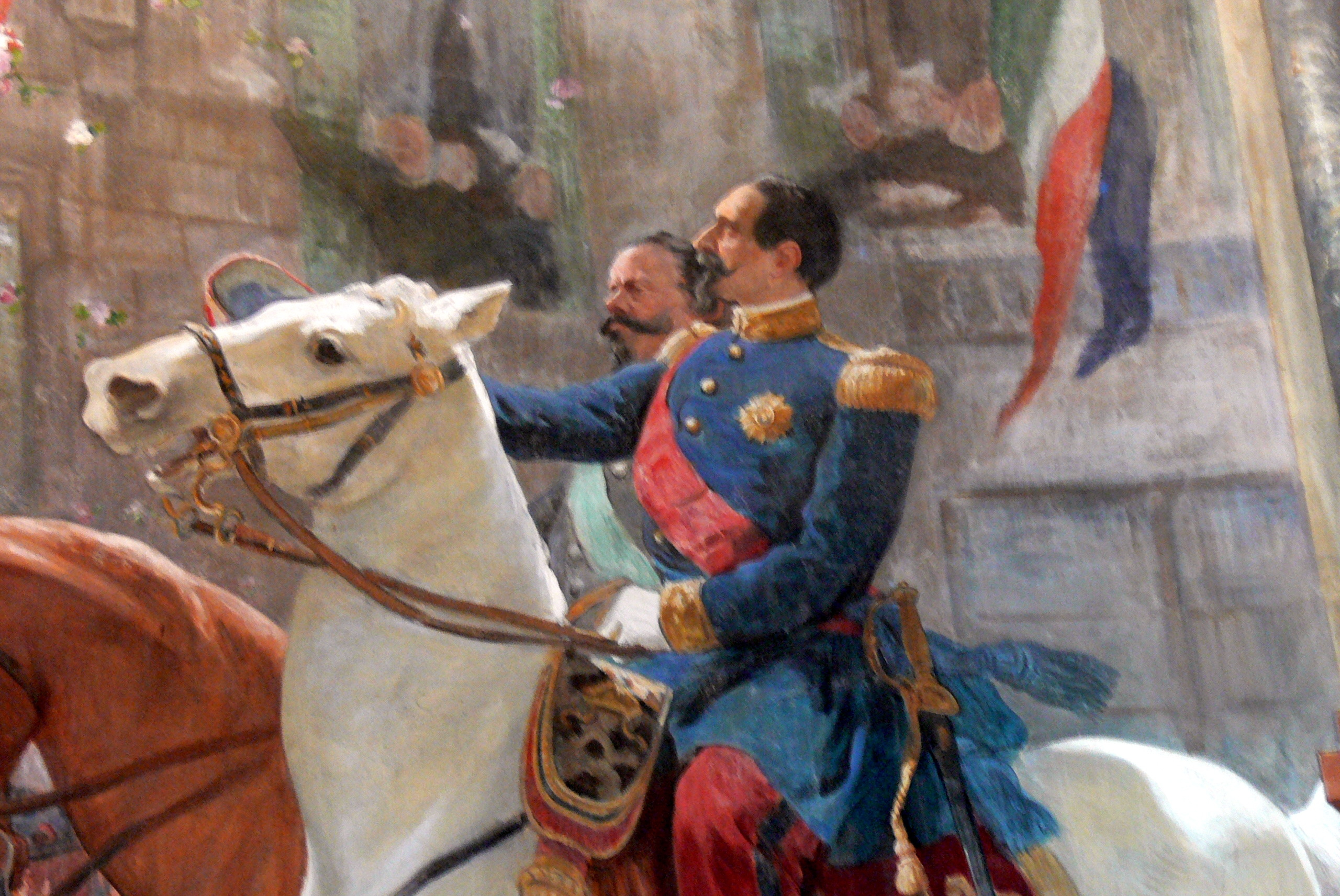
Napoleón III y Víctor Manuel II entrando a Milán el 8 de junio de 1859

Los movimientos insurreccionales estallaron por casi toda Italia: Massa, Carrara, Módena, Reggio Emilia, Parma, Plasencia. Leopoldo II de Toscana, temeroso del giro que habían tomado los acontecimientos, decidió huir al norte de Italia y refugiarse junto al emperador Francisco José. Napoleón III, dándose cuenta de que la situación sobrepasaba lo acordado en Plombières, comenzó a dudar de que su aliado quería limitar sus conquistas a la Italia del norte y comenzó a negociar la paz. Entre el 11 y el 12 de julio, franceses y austríacos firmaron el armisticio de Villafranca, que los sardos se vieron obligados a secundar. Piamonte solo ganaría Lombardía, mientras que el Véneto seguía en manos austríacas, y los monarcas de los ducados de Italia central serían repuestos en sus tronos. Ello significó un gran revés para los piamonteses, en gran parte porque había sido preparado sin su conocimiento, y llevó a la renuncia de Cavour de la oficina del primer ministro,por lo que el rey tuvo que encontrar otros asesores. El armisticio de Villafranca fue ratificado por el Tratado de Zúrich de noviembre de 1859, en el que Francia renunciaba a Saboya y Niza, en tanto que el objetivo de expulsar a los austríacos del Véneto no se había alcanzado.
Durante el conflicto, los gobiernos y monarcas de Parma, Módena, Toscana y el legado papal de Romaña habían abandonado sus tierras y habían sido reemplazados por gobiernos provisionales pro Saboya. Pero tras el Tratado de Zúrich debían ser repuestos. Hubo un punto muerto en el que el gobierno de Turín no se atrevía a proceder a la anexión, así que, el 21 de enero de 1860, Víctor Manuel llamó de nuevo a Cavour al poder. El conde, después de arduas negociaciones, firmó el tratado de Turín en marzo de 1860, en el que se llegó a un acuerdo con los franceses para se les entregara Niza y Saboya a cambio de que se celebraran plebiscitos en los Ducados del centro de Italia. Los plebiscitos en los ducados de Módena y Parma y el Gran Ducado de Toscana confirmaron la anexión al reino de Cerdeña, al igual que en la región pontificia de Romaña, lo que provocó que, el 1 de octubre, el papa Pío IX rompiese los lazos diplomáticos con Víctor Manuel.
Sin embargo, unos meses más tarde se estaba creando una coyuntura favorable para la unificación de toda la península. El gobierno se mostró muy escéptico, por no decir hostil, ante la Expedición de los Mil, con la que Garibaldi pretendía organizar un ejército de voluntarios y marchar para conquistar Sicilia. Aunque se sabe que existieron signos de amistad entre Víctor Manuel II y Garibaldi, que parecían estimarse mutuamente, Cavour consideraba la expedición siciliana una aventura temeraria y dañina para la supervivencia misma del Estado sardo.
Se dice que Garibaldi dijo reiteradamente, para que se aceptara la misión, que:

En caso de que la misión se lleve a cabo, téngase en cuenta que el programa es: Italia y Víctor Manuel.

A pesar del apoyo del rey, Cavour privó en gran medida a la campaña de Garibaldi de los medios necesarios. Se desconoce si el rey finalmente aprobó la expedición. Lo que es seguro es que Garibaldi consiguió suministros de cartuchos en Talamone, que ya formaba parte del reino de Cerdeña. La protesta diplomática fue dura: Cavour y el rey tuvieron que asegurar al embajador prusiano que no estaban al tanto de las intenciones de Garibaldi.

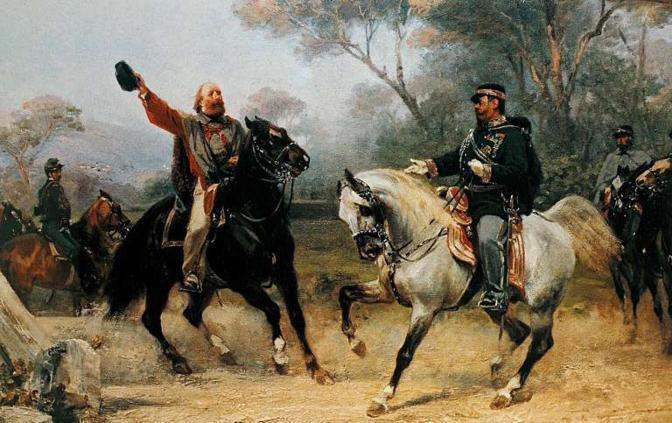
Víctor Manuel se encuentra con Garibaldi en Teano.

Una vez desembarcados en Sicilia y tras derrotar al maltratado ejército borbónico, Garibaldi conquistó rápidamente la isla en nombre de "Víctor Manuel, rey de Italia". Con esas palabras, el plan de Garibaldi se había desvelado, dejando claro que no se detendría con la conquista del reino de las Dos Sicilias, sino que marcharía sobre Roma. Esa perspectiva chocaba de pleno con los proyectos piamonteses, que ahora veían el inminente peligro republicano y revolucionario y, sobre todo, temían la intervención de Napoleón III en Lacio. Finalmente, con la excusa de detener al «peligroso revolucionario», Cavour obtuvo el permiso de Francia para enviar tropas piamontesas al territorio de los Estados Pontificios, aunque evitó atacar la ciudad de Roma en tanto el régimen de Napoleón III aún mantenía una guarnición allí para proteger al papa Pío IX. Víctor Manuel, al frente de las tropas sardas, invadió los Estados Pontificios, derrotó a su ejército en la batalla de Castelfidardo y conquistó Umbría y Las Marcas. Su éxito en estos objetivos lo llevó a ser excomulgado de la Iglesia católica. Napoleón III no podía tolerar la invasión de las tierras papales, y varias veces había tratado de disuadir a Víctor Manuel II de la invasión de Las Marcas; el 9 de septiembre le comunicó que:

Si las tropas de V.M. entran en los Estados del Santo Padre, me veré obligado a oponerme [...] Farini me había explicado de manera muy diferente la política de V.M.

El encuentro de Víctor Manuel II con Garibaldi, que pasó a la historia como el "encuentro de Teano", tuvo lugar el 26 de octubre de 1860: la soberanía de Víctor Manuel II fue reconocida en todos los territorios del antiguo reino de las Dos Sicilias. Esto conllevó al rechazo de la concepción de Giuseppe Mazzini de una Italia republicana y a la formación de núcleos antimonárquicos republicanos, internacionalistas y anarquistas que se opondrían a la corona hasta el final de la soberanía de los Saboya.

## Proclamación como rey de Italia

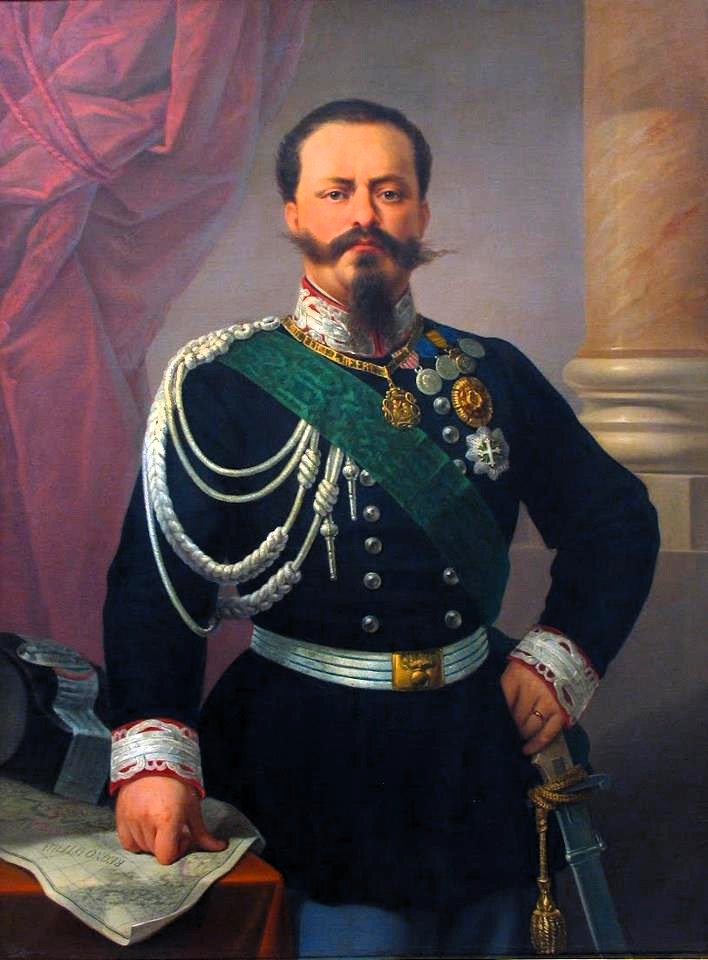
Víctor Manuel II de Italia

"Viva Verdi": este había sido el lema de las insurrecciones antiaustríacas en el norte de Italia. Pero con ello los patriotas no pretendían exaltar la figura del gran músico, que había introducido significados patrióticos en sus obras, sino que promovían el proyecto unitario nacional en la persona de Víctor Manuel II (Viva VERDI = Viva Vittorio Emanuele Re D'Italia).
Con la entrada de Víctor Manuel en Nápoles, la proclamación del reino de Italia se hizo inminente, tan pronto como Francisco II capituló en la fortaleza de Gaeta.
Renovado el parlamento, con Cavour como primer ministro, su primera sesión tuvo lugar el 18 de febrero de 1861, incluyendo ya a los diputados de las regiones anexas (a través del plebiscito).
El 17 de marzo, el parlamento proclamó el nacimiento del Reino de Italia, proponiendo esta fórmula al Parlamento italiano:

Vittorio Emanuele è proclamato dal popolo re d'Italia (Víctor Manuel es proclamado por el pueblo rey de Italia)

Eliminando la expresión "divina Providencia" inspirada en la fórmula del Estatuto Albertino (1848) que recitaba Por la gracia de Dios y la voluntad de la nación, y que legitimaba así el derecho divino de los reyes de la casa de Saboya.
Poco después, el 6 de junio de 1861, moría Cavour, probablemente de malaria, en el palacio de su familia en Turín.

### Cambio del número
Tras la proclamación del reino, el número "II" no fue cambiado por el título de "Víctor Manuel I de Italia", de manera similar a Iván IV de Moscovia, quien no cambió el número una vez que se proclamó zar de todas las Rusia, y a los monarcas británicos, que mantuvieron el número del Reino de Inglaterra (Guillermo IV y Eduardo VII), reconociendo así la continuidad institucional del reino. Por otro lado, Fernando IV de Nápoles y III de Sicilia habían actuado de manera diferente, y decidió nombrarse Fernando I después de la cancelación del Reino de Sicilia y el Reino de Nápoles como entidades estatales separadas y el establecimiento del Reino de las Dos Sicilias. Algunos historiadores destacan el mantenimiento del número, y algunos de ellos observan que esta decisión subrayaría el carácter de la extensión del dominio de la Casa de Saboya sobre el resto de Italia, en lugar del nacimiento del reino ex novo Italia. Al respecto, el historiador Antonio Desideri dice:

El 17 de marzo de 1861, el Parlamento subalpino proclamó que Víctor Manuel no era ya rey de los italianos sino "rey de Italia por la gracia de Dios y la voluntad de la nación". Segundo, no primero (como debería haberse dicho) para subrayar la continuidad con el pasado, ese era el carácter anexionista de la formación del nuevo estado, nada más que una ampliación de las fronteras antiguas, "una conquista real" como se dijo polémicamente. Esa fue también la forma de hacer que los italianos entendieran que Italia había sido creada por la casa de Saboya, y que actuaba como garante del orden y la estabilidad social.

Otros historiadores señalan que el mantenimiento de la numeración seguía la tradición de la casa de Saboya, como sucedió, por ejemplo, con el duque Víctor Amadeo II de Saboya, que siguió siendo llamado así después de obtener el título real (primero de Sicilia y luego de Cerdeña).

### Traslado de la capitalidad de Turín y fin de la unificación
La unificación de Italia aún carecía de territorios importantes: Véneto, Trentino, Friul, Lacio, Istria y Trieste. La capital "natural" del reino recién nacido debería haber sido Roma, pero esto fue impedido por la oposición de Napoleón III, que temía perder el apoyo de los católicos franceses si abandonaba al papa. Para demostrar que Víctor Manuel II había renunciado a Roma y, por lo tanto, para aliviar la tensa situación con el emperador francés, se decidió trasladar la capital a Florencia, una ciudad situada en el centro geográfico de la península italiana. Pero el traslado no se hizo de forma pacífica y los turineses provocaron muchos altercados temiendo que su ciudad perdiera los beneficios de la capitalidad. Entre el 21 y el 22 de septiembre de 1864 estallaron disturbios sangrientos por las calles, que acabaron con treinta muertes y más de doscientos heridos. Después de nuevos sucesos, que provocaron daños en algunas delegaciones extranjeras y violentos lanzamientos de piedras, Víctor Manuel II puso la ciudad ante el hecho consumado al publicar este anuncio en el Boletín Oficial del 3 de febrero de 1865:

Esta mañana, a las 8.00 horas, S.M. el rey ha partido de Turín hacia Florencia, acompañado por S.E. el presidente del Consejo de Ministros

Víctor Manuel recibió grandes honores de los florentinos, y se estableció en el palacio Pitti, mientras que más de 30.000 funcionarios de la corte se trasladaron a la ciudad. La población, acostumbrada al modesto número de ministros del Gran Ducado, se vio sobrepasada en la administración del nuevo reino. Mientras tanto se había firmado una alianza con Prusia, aprovechando la rivalidad entre esta y Austria dentro de la Confederación Germánica para conseguir el dominio del Véneto. El 16 de junio de 1866 Prusia comenzó las hostilidades contra algunos principados germanos aliados de Austria, lo que precipitó la guerra austro-prusiana. El 19 de junio Italia se unía a la contienda declarando la guerra a Austria, y comenzaba la Tercera guerra de la Independencia italiana. El 21 de junio de 1866, Víctor Manuel marchó en dirección al frente para conquistar el Véneto.
Las tropas italianas sufrieron serias derrotas en Lissa y Custoza. Sin embargo, por su alianza con Prusia, que había logrado una aplastante victoria sobre los austríacos, el Reino de Italia logró amplios beneficios. Así, por la Paz de Praga del 23 de agosto se entregaba el Véneto y Mantua a Italia. Días después, Víctor Manuel II entró triunfal en Venecia y realizó un acto de homenaje en la Plaza de San Marcos.
Roma siguió siendo el último territorio (con la excepción de Venecia Julia y Trentino-Alto Adigio) aún no incorporado al nuevo reino: Napoleón III mantuvo su compromiso de defender a los Estados Pontificios y sus tropas estaban estacionadas en los territorios papales. El propio Víctor Manuel no quería tomar una decisión oficial: atacar o no. Urbano Rattazzi, que se había convertido en primer ministro, esperaba un levantamiento de los propios romanos, lo que no sucedió. La derrota de las tropas de Garibaldi en la batalla de Mentana había arrojado numerosas dudas sobre el éxito de la empresa, que solo pudo tener lugar a la caída, en 1870, de Napoleón III. El 8 de septiembre fracasó el último intento de obtener Roma por medios pacíficos, y el 20 de septiembre el general Cadorna rompió las murallas romanas. La capitalidad volvió a trasladarse, para establecerse en Roma de forma definitiva, y con ella la Corte, por lo cual el palacio del Quirinal se convirtió en la residencia real.
Vittorio Emanuele dijo:

Con la capital, Roma, cumplí mi promesa y coroné la empresa que hace veintitrés años comenzó por mi magnánimo padre.

Cuando los entusiasmados ministros Lanza y Sella le presentaron el resultado del plebiscito de Roma y Lacio, el rey le dijo a este último:
"Calla; me pegaría un tiro, no me queda nada más que tomar.

### La cuestión romana
Con Roma, la etapa del Risorgimento quedó cerrada, aunque aún faltaban las llamadas "tierras irredentas" para la finalización de la unidad nacional. Entre los diversos problemas que el nuevo Estado tuvo que afrontar, pasando por el analfabetismo, el bandolerismo y la industrialización, tuvo que hacer frente al nacimiento de la famosa "Cuestión romana". Aunque se había concedido inmunidad especial al pontífice, honores de jefe de Estado, una anualidad y control sobre el Vaticano y Castel Gandolfo, Pío IX se negó a reconocer al Estado italiano debido a la anexión de Roma al reino de Italia y reiteró, con la disposición Non expedit (1868), por la que se desaconsejaba a los católicos italianos que participaran en la vida política. El papa Pío IX se declaró "prisionero en el Vaticano", actitud que mantuvieron sus sucesores, que se negaron a salir del Vaticano y del Palacio Apostólico hasta 1929, cuando los Pactos de Letrán crearon el Estado soberano de la Ciudad del Vaticano.
Además, el pontífice impuso la excomunión a la casa de Saboya, tanto a Víctor Manuel II como a sus sucesores, y junto a ellos a cualquiera que cooperara en el gobierno del Estado. Esta excomunión fue retirada sólo a la muerte del soberano. De hecho, si su padre había sido extremadamente religioso, Víctor Manuel era escéptico, pero muy supersticioso, y estaba muy influenciado por el clero y el ascendiente del papa. De hecho se mostró cauto con las celebraciones de unión, tanto que, cuando le propusieron hacer una entrada triunfal en Roma y subir al Campidoglio con el casco de Escipión, dijo del casco: "¡Solo es bueno para cocinar pasta!".
La cuestión romana fue una espina para el Estado italiano, pues, siendo un país de mayoría católica, le impedía mantener buenas relaciones con el papado. La situación no se resolvería hasta los Pactos de Letrán en 1929, cuando se creó la Ciudad del Vaticano como un país soberano con el papa como jefe de Estado.

## Muerte

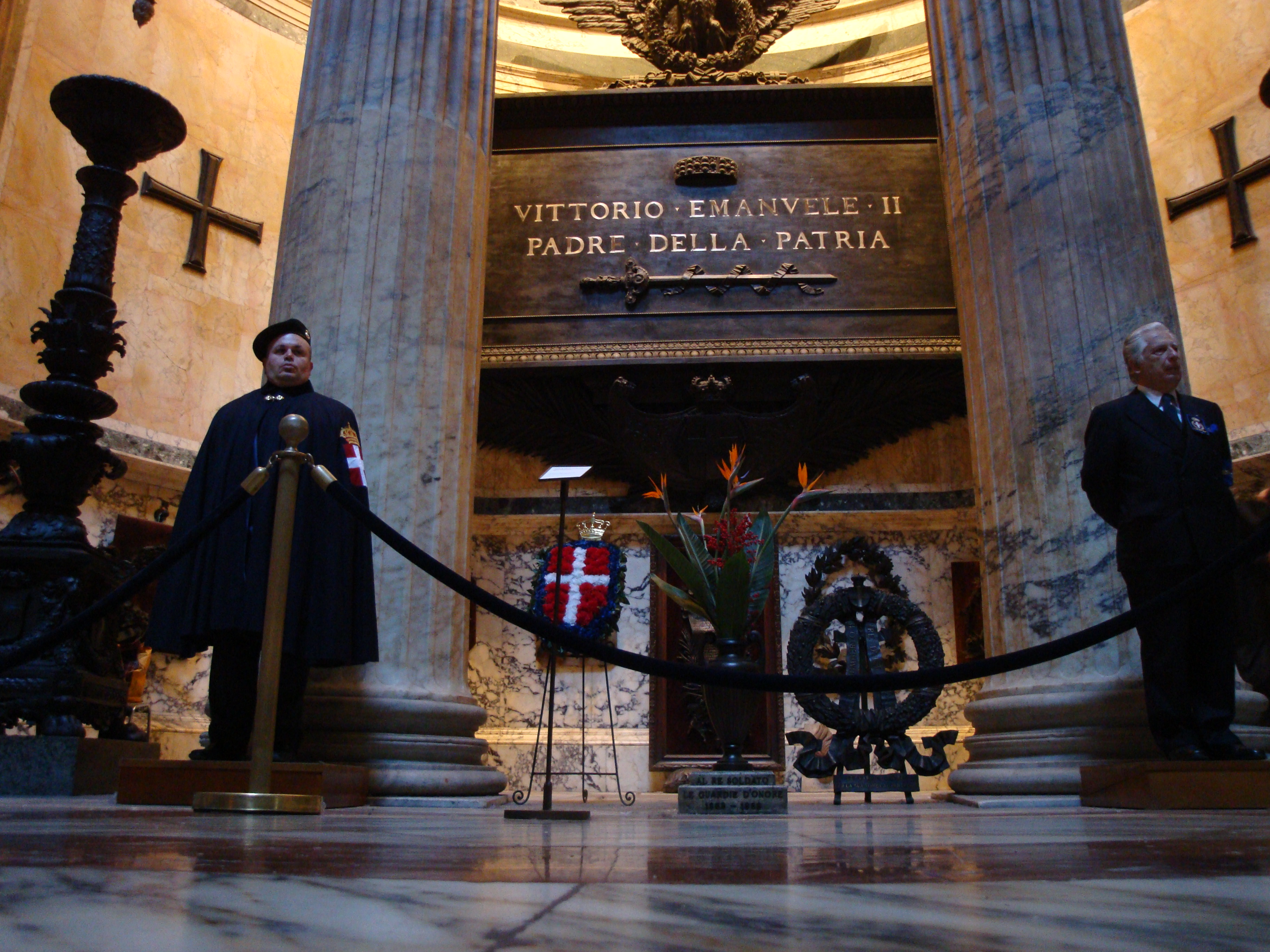
La tumba de Víctor Manuel II en el Panteón de Roma.

A finales de diciembre de 1877, Víctor Manuel II pasó una noche junto al lago en su finca de caza del Lacio. En ese momento tenía los pulmones delicados y la humedad de ese lugar resultó fatal para él. Según otros historiadores, las fiebres que llevaron a la muerte de Víctor Manuel fueron debidas a la malaria, contraída precisamente por la caza en las zonas pantanosas del Lacio.
En la noche del 5 de enero de 1878, Víctor Manuel II sintió fuertes escalofríos de fiebre. El 7 de enero se anunció la noticia de la gravedad del rey. Recibió los últimos sacramentos de manos de su capellán, monseñor d'Anzino, que se había negado a permitir la entrada del enviado del papa, temiendo que su intención fuera buscar una retractación del moribundo a cambio de la unción.
Víctor Manuel II nunca perdió el conocimiento y permaneció consciente hasta el final. Muchos dignatarios de la corte desfilaron al pie de su cama, y los saludó uno a uno con una inclinación de cabeza. Finalmente pidió permanecer a solas con los príncipes Humberto y Margarita, pero también llamó a su lado a Manuel, el hijo que había tenido con Rosa Vercellana, quien por primera vez se encontró frente a su medio hermano Humberto, que nunca había querido conocerlo.
El 9 de enero, a las 14.30, el rey murió tras 28 años y 9 meses de reinado, asistido por sus hijos, pero no por su esposa morganática, a la que impidieron ir junto a la cabecera. Dos meses después, habría cumplido 58 años.
Víctor Manuel II había expresado el deseo de ser enterrado en Piamonte, en la basílica de Superga, pero Humberto I, ante las exigencias de la comuna de Roma, aprobó que el cuerpo permaneciera en la ciudad, en el Panteón. Su tumba se convirtió en el destino de las peregrinaciones de muchos italianos que querían rendir homenaje al rey que había unificado Italia. Se estima que más de 200.000 personas asistieron al funeral de Estado. Difundiendo la proclamación a la nación, Humberto I (que adoptó el número I en lugar de IV, que debería haber llevado de acuerdo con el número de los monarcas de la casa de Saboya, expresó:

Vuestro primer rey ha muerto. Su sucesor os demostrará que las instituciones no mueren

En su libro Corazón: Diario de un niño, Edmondo De Amicis describía el funeral:

...Cayeron ochenta velos negros, cien medallas chocaron contra el féretro, y ese estrépito sonoro y confuso, que paralizó la sangre de todos, era como el sonido de mil voces humanas diciendo juntos: - ¡Adiós, buen rey, rey valiente, rey leal! Vivirás en el corazón de tu pueblo mientras el sol brille sobre Italia.-
Corazón: Diario de un niño, Edmondo De Amicis

## Títulos y tratamientos
Esta tabla aún no está actualizada. Puedes contribuir aportando información sobre títulos y tratamientos de esta persona.

## En recuerdo de Víctor Manuel II

### Monumento a Víctor Manuel II

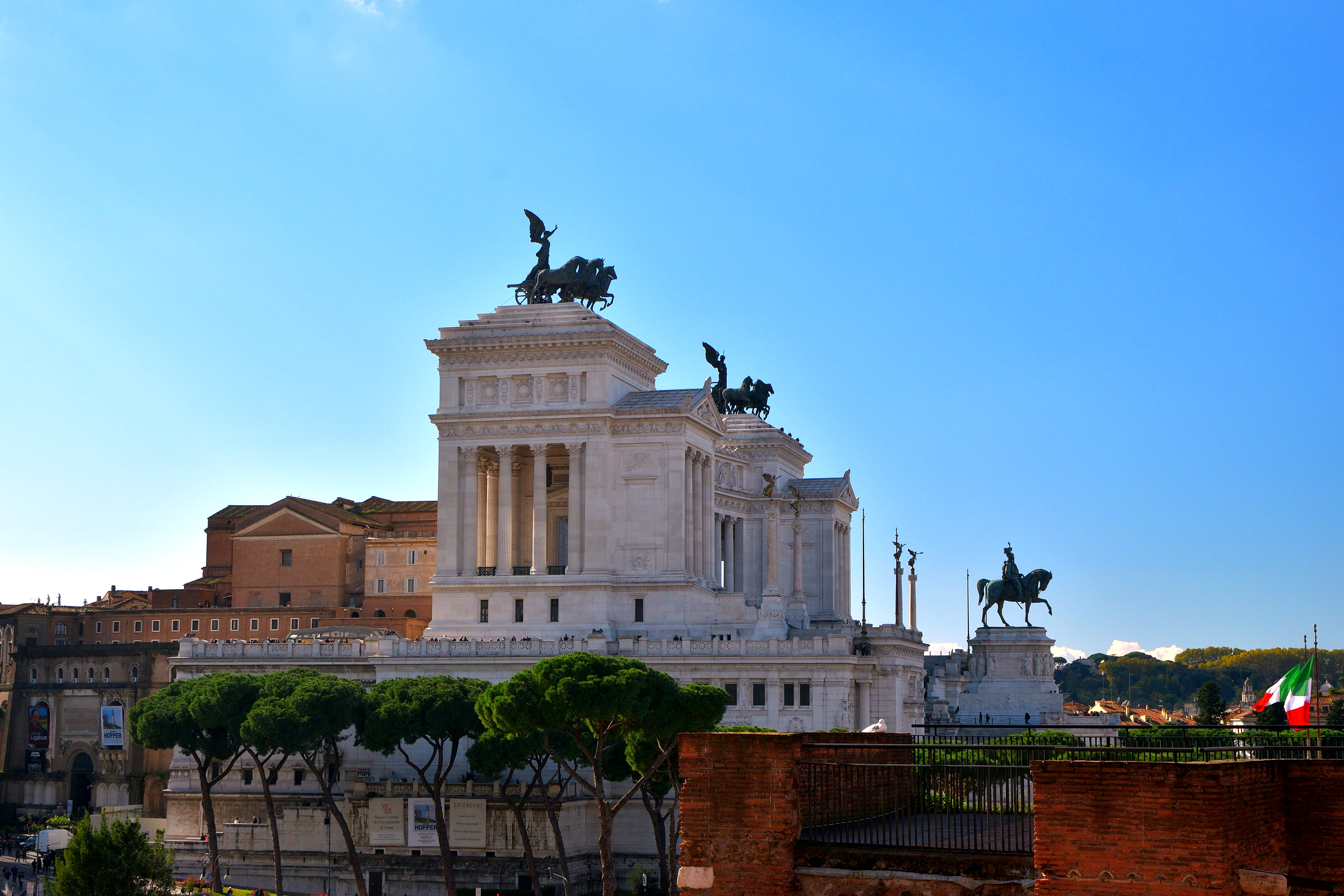
Monumento a Víctor Manuel II

Para celebrar al «padre de la patria», la ciudad de Roma proyectó una obra conmemorativa. Lo que se construyó fue una de las obras arquitectónicas más importantes de Italia en el siglo XIX. Para erigirla, se derribó una parte de la ciudad medieval, junto a la torre del papa Paulo III. El edificio se inspiró en el templo de Atenea Niké, en Atenas, pero las formas arquitectónicas complejas suscitaron dudas sobre sus características estilísticas. Hoy día se encuentra en ella la tumba del Soldado Desconocido.

### Galería Víctor Manuel II
Diseñada por Giuseppe Mengoni (que murió al caer de un andamio), conecta la piazza della Scala con la catedral de Milán, y se empezó a construir mientras el rey aún estaba vivo, a partir de 1865. El proyecto inicial pretendía emular las grandes obras arquitectónicas erigidas en aquellos años en Europa, creando una galería burguesa en el corazón de la ciudad.

### Monumentos a Víctor Manuel II

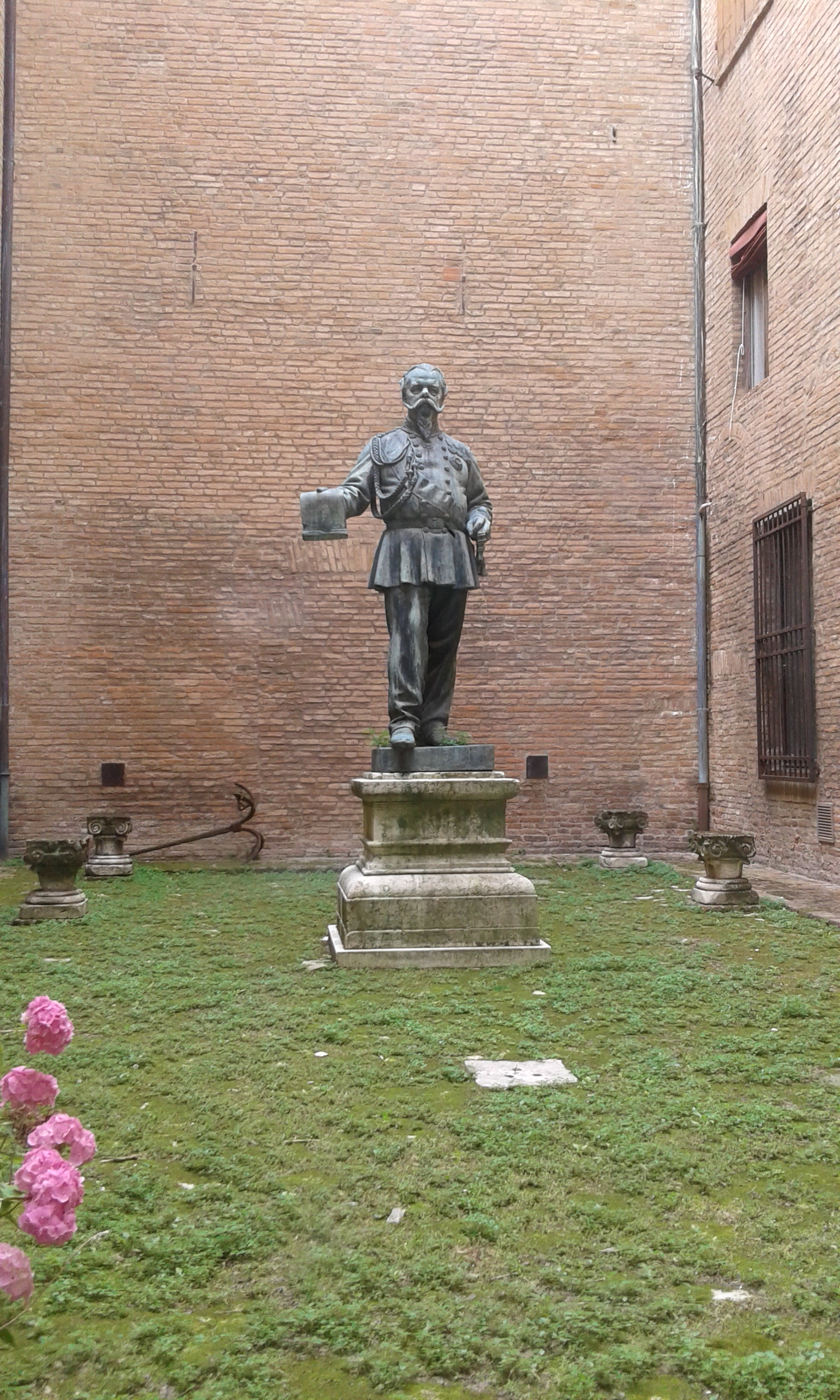
Ferrara
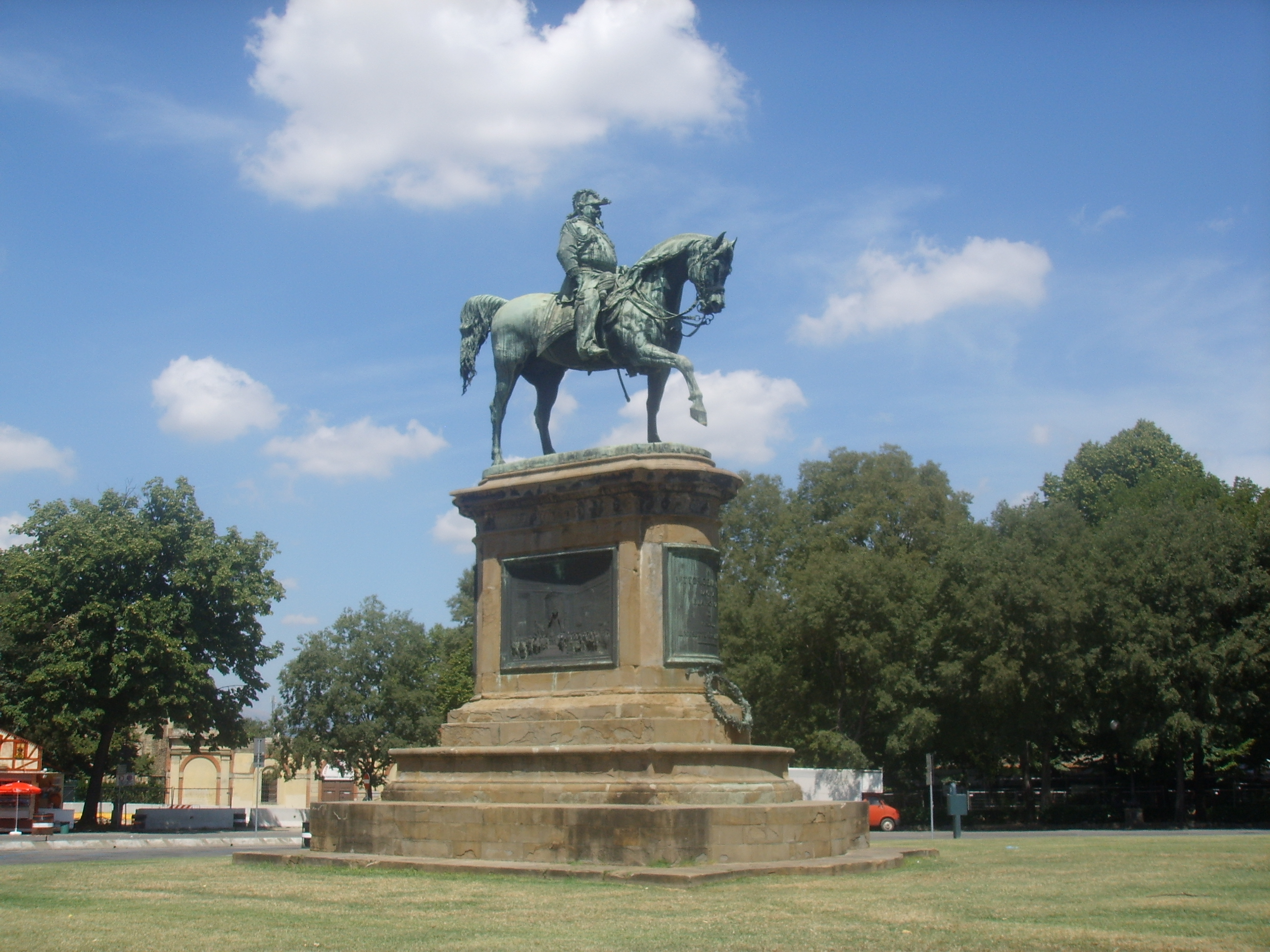
Florencia
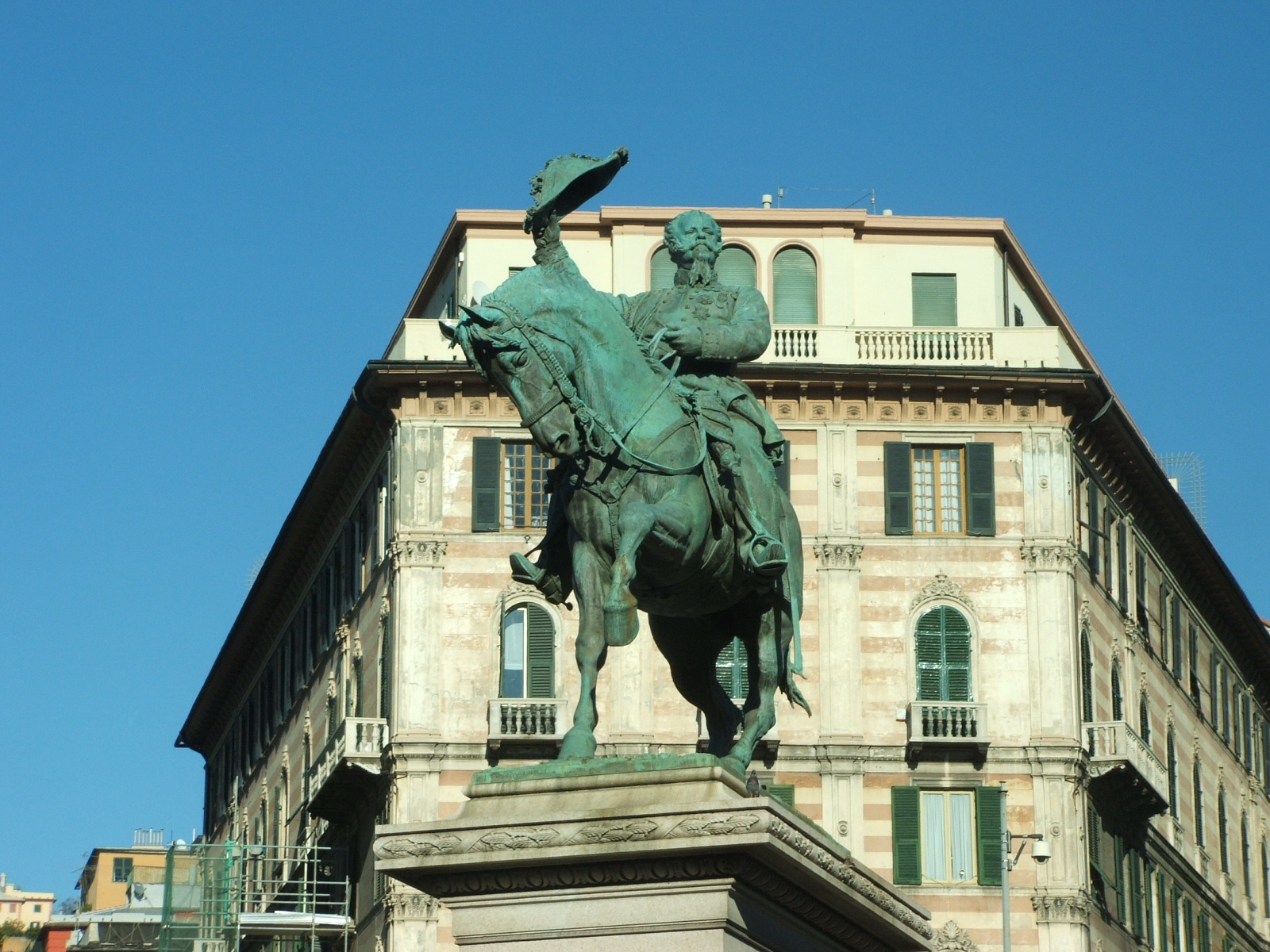
Génova
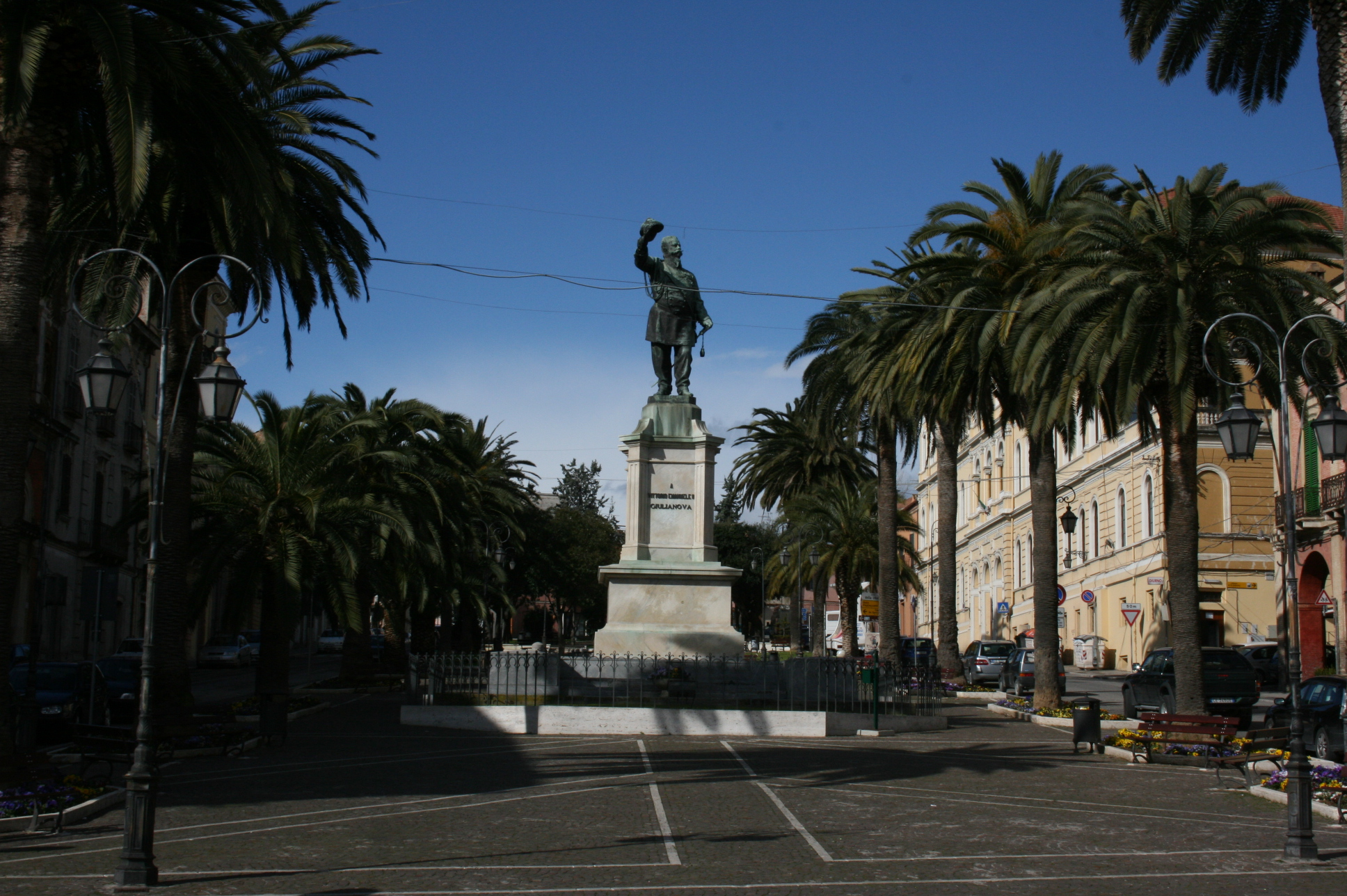
Giulianova
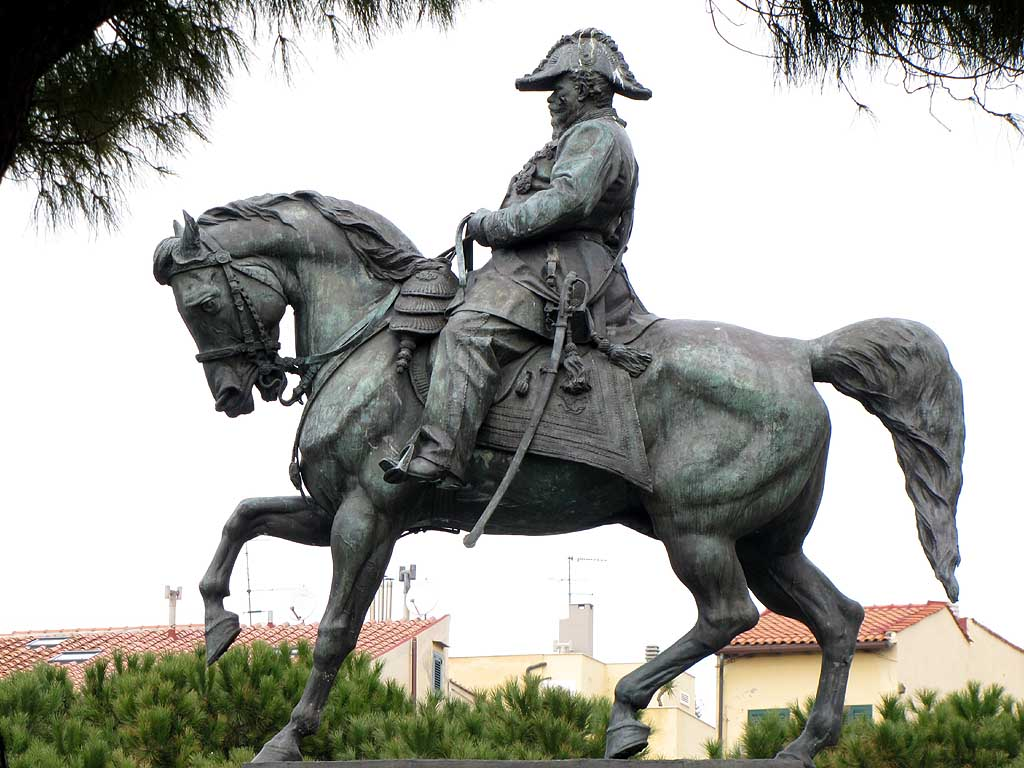
Livorno
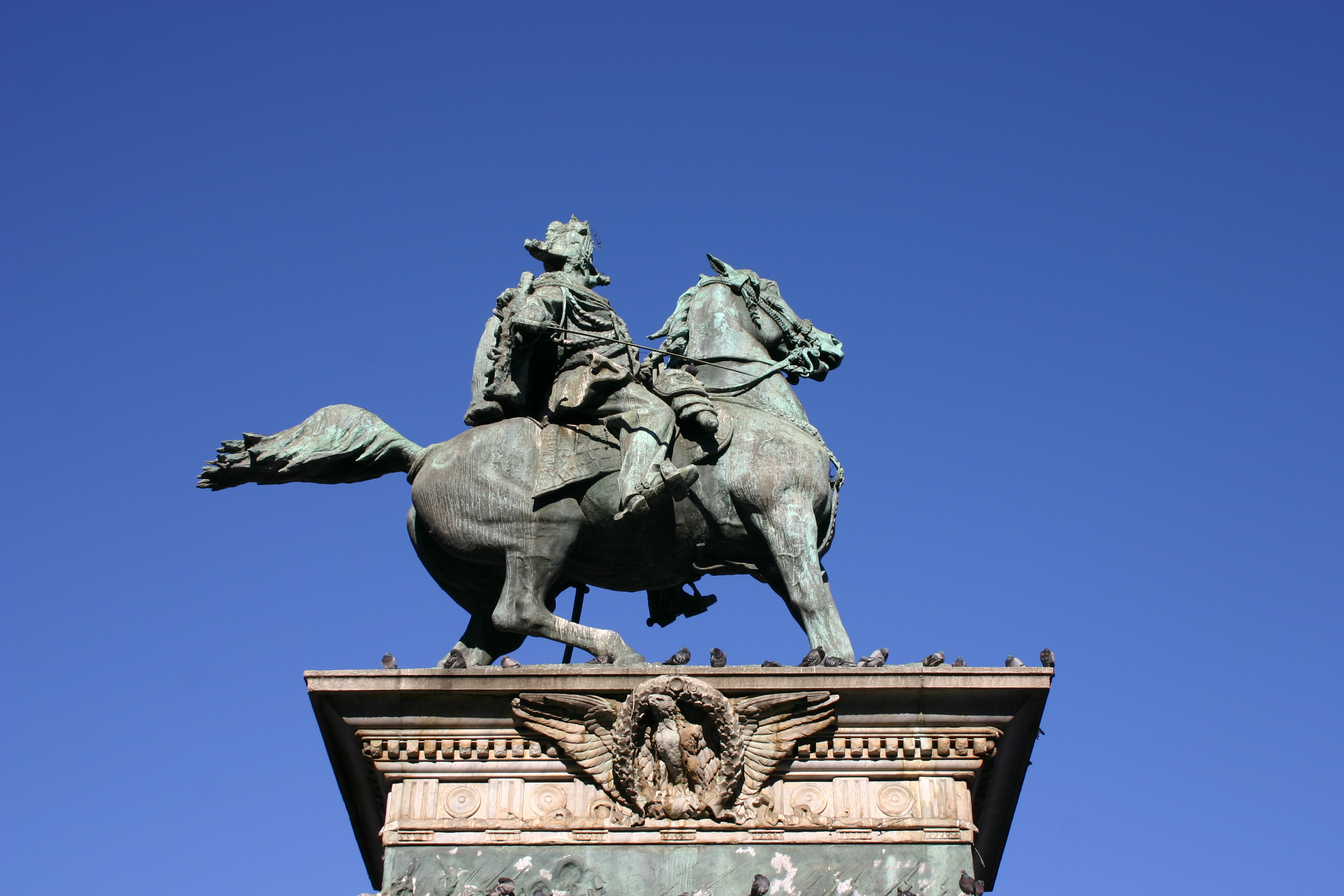
Milán
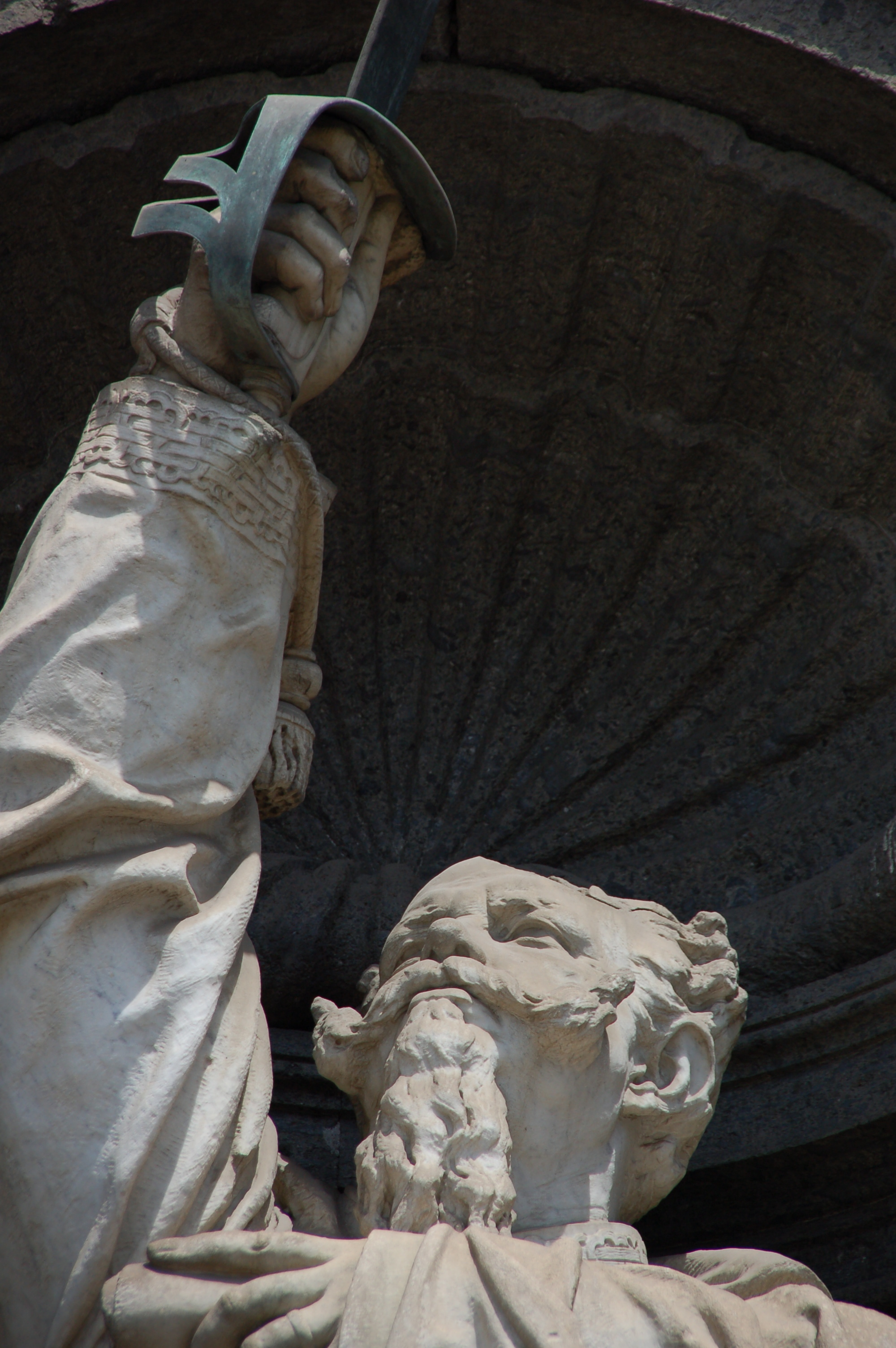
Nápoles
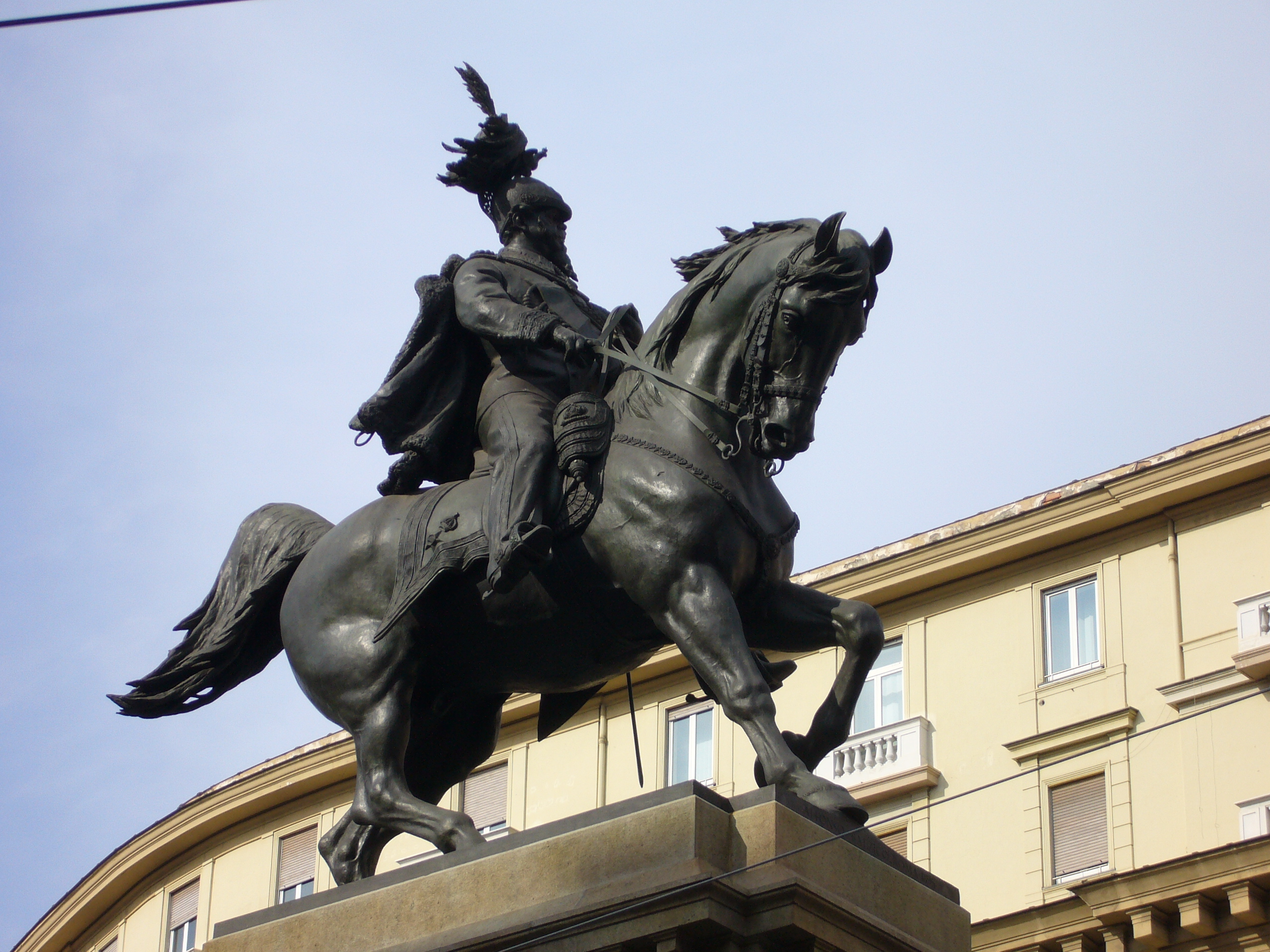
Nápoles
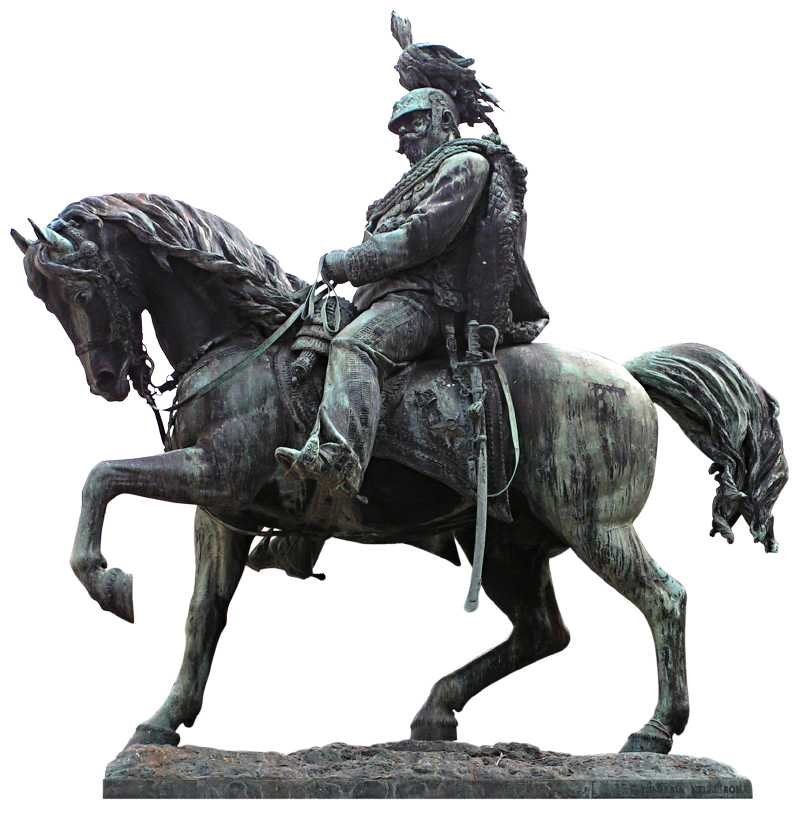
Perugia
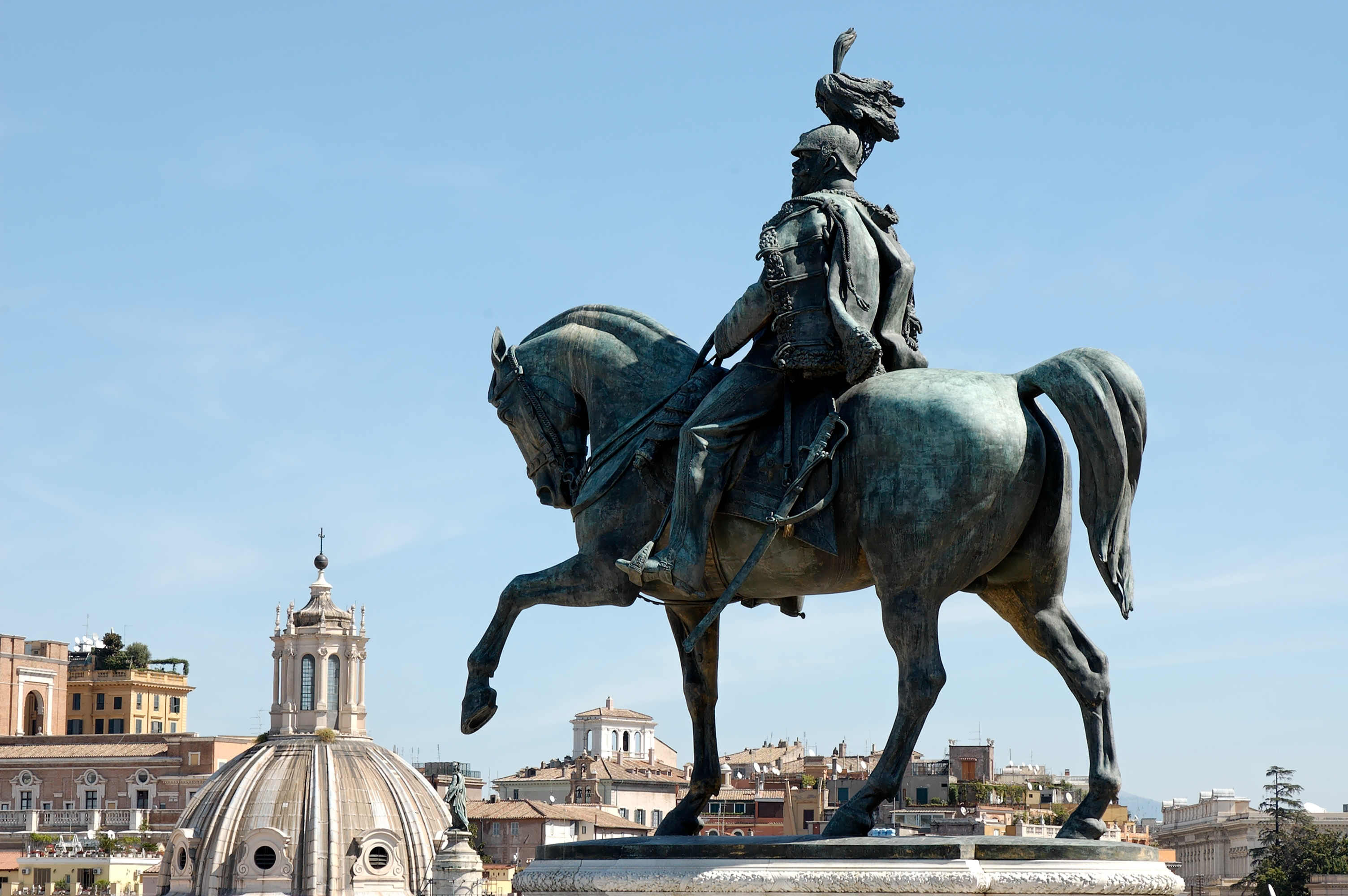
Roma
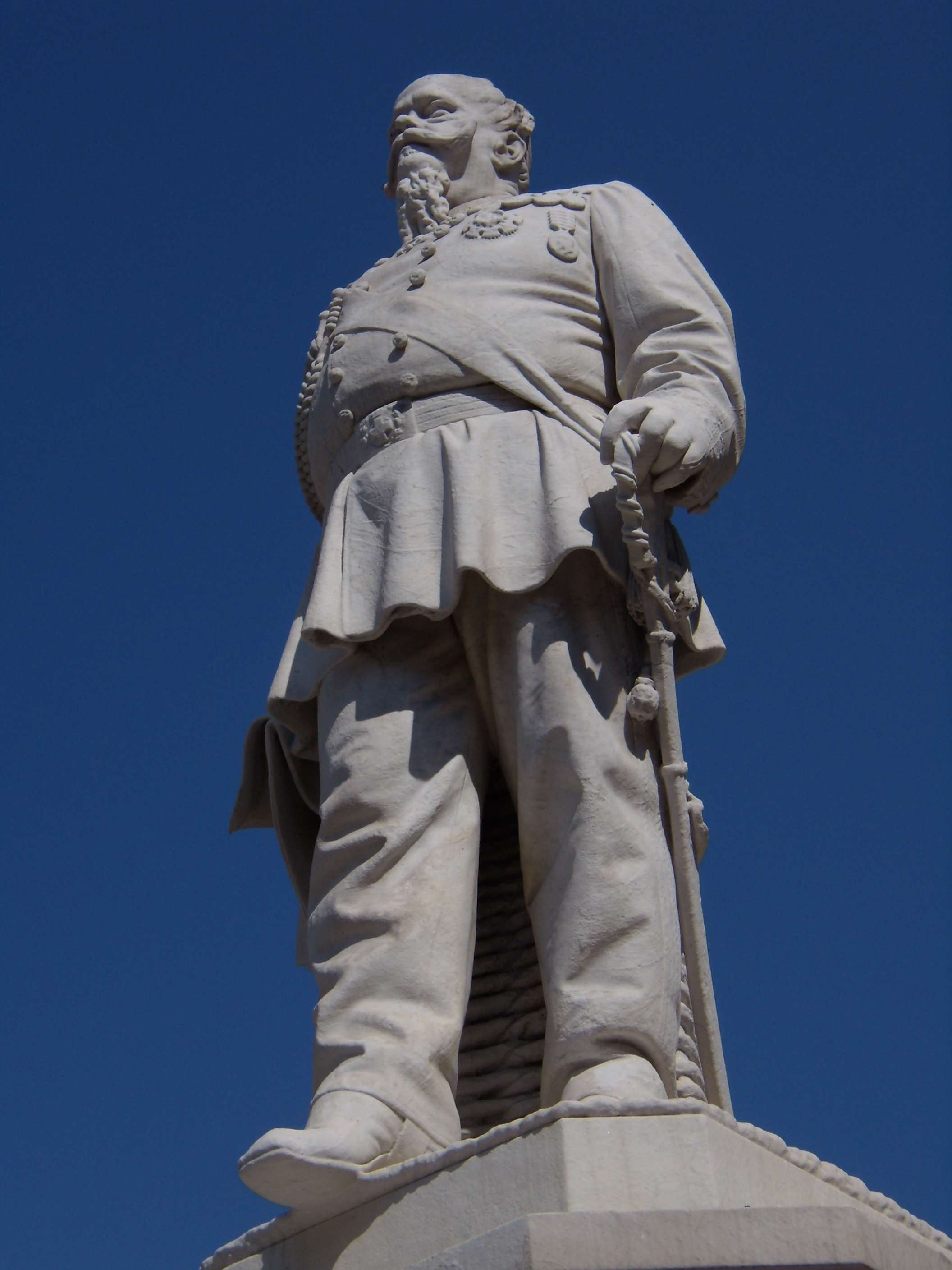
Rovigo
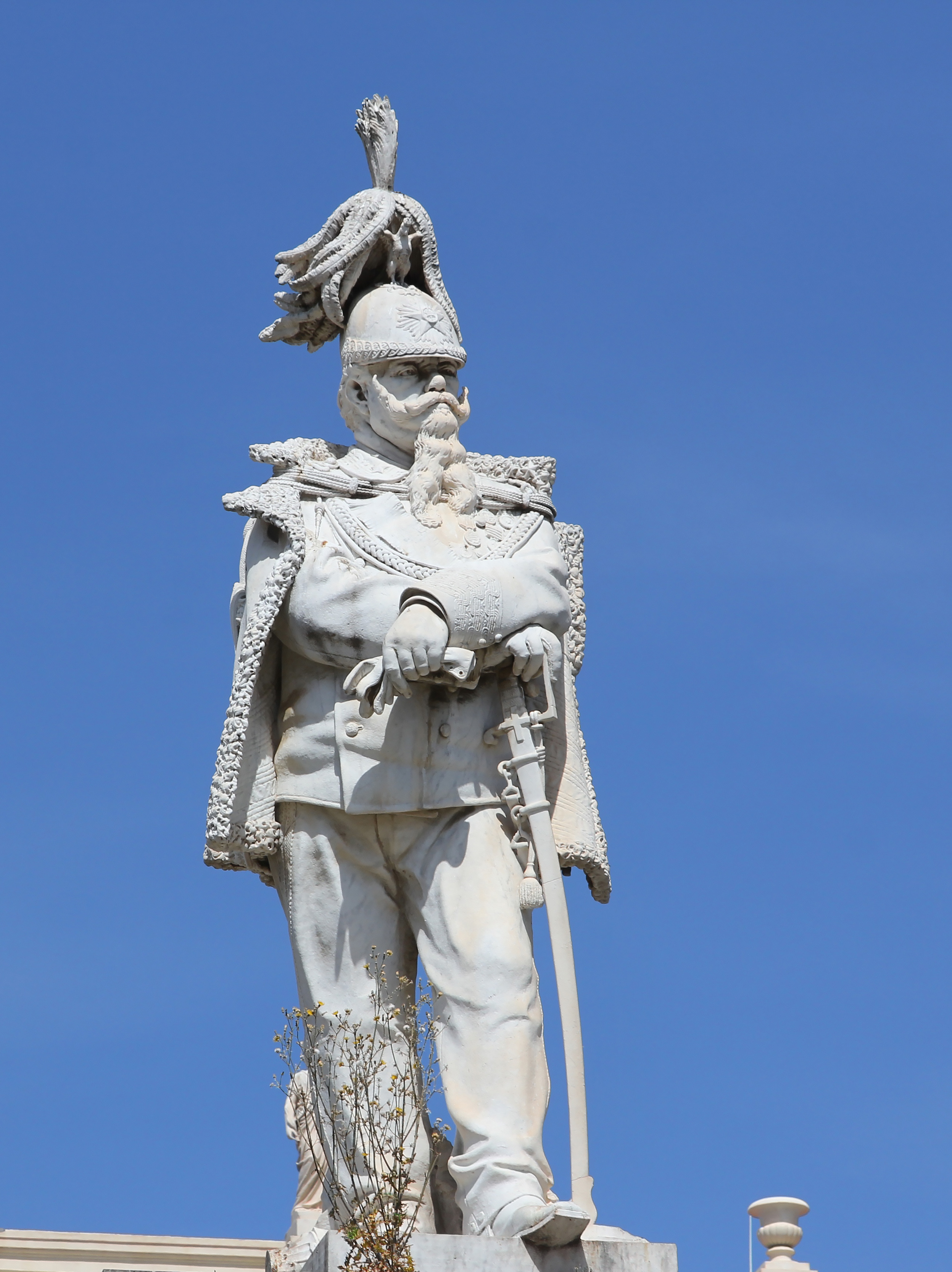
Sácer
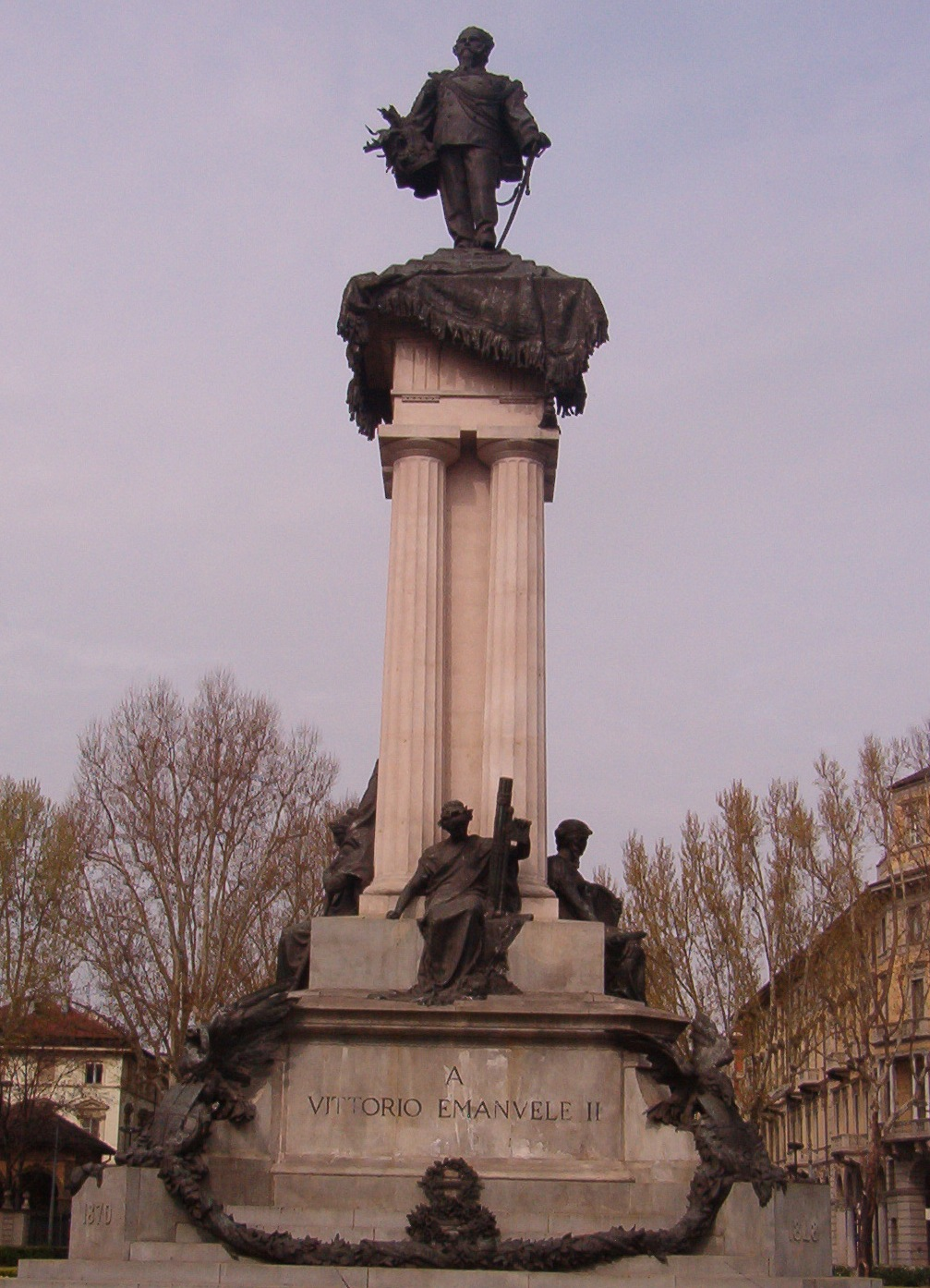
Turín
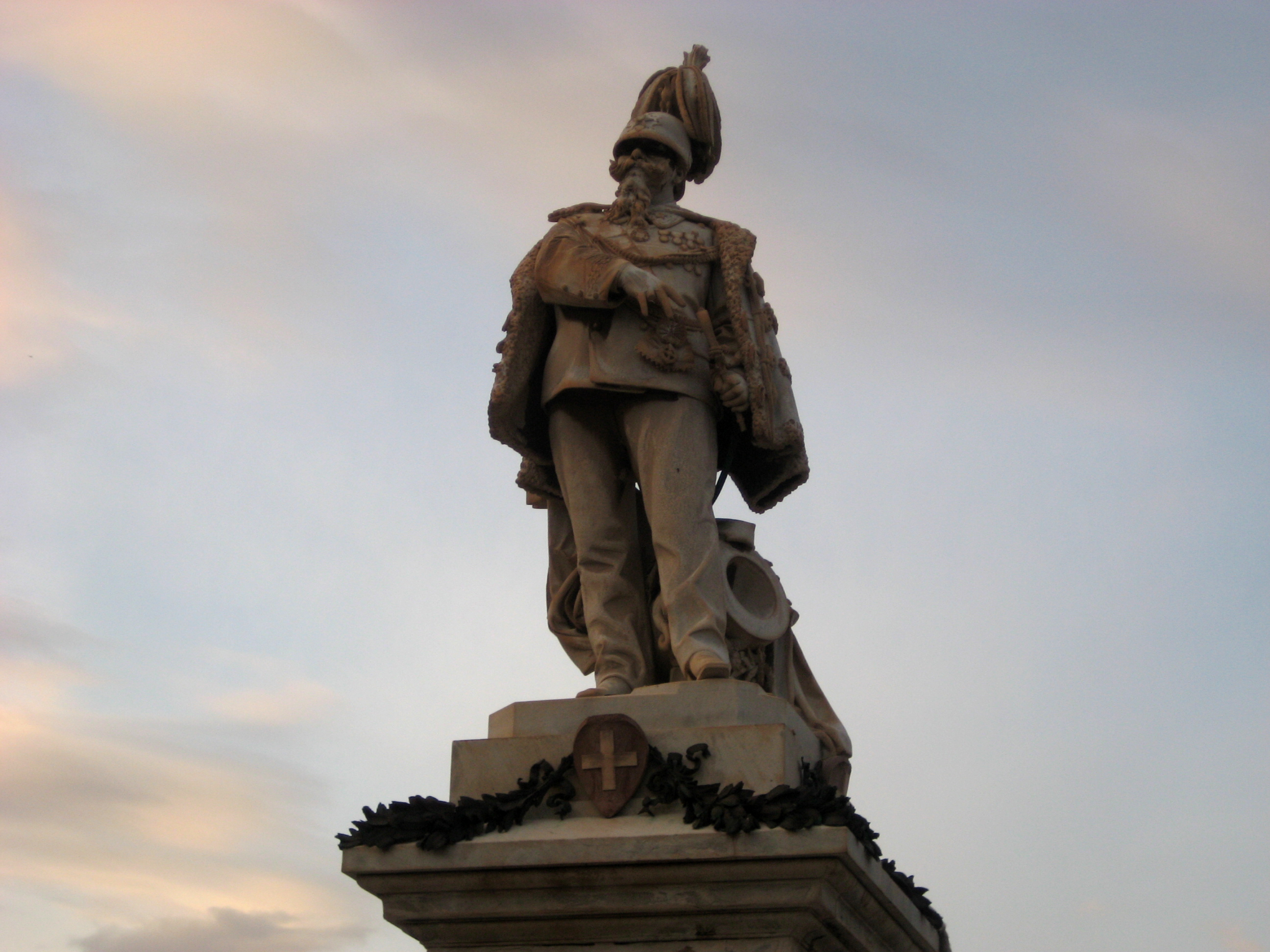
Trapani
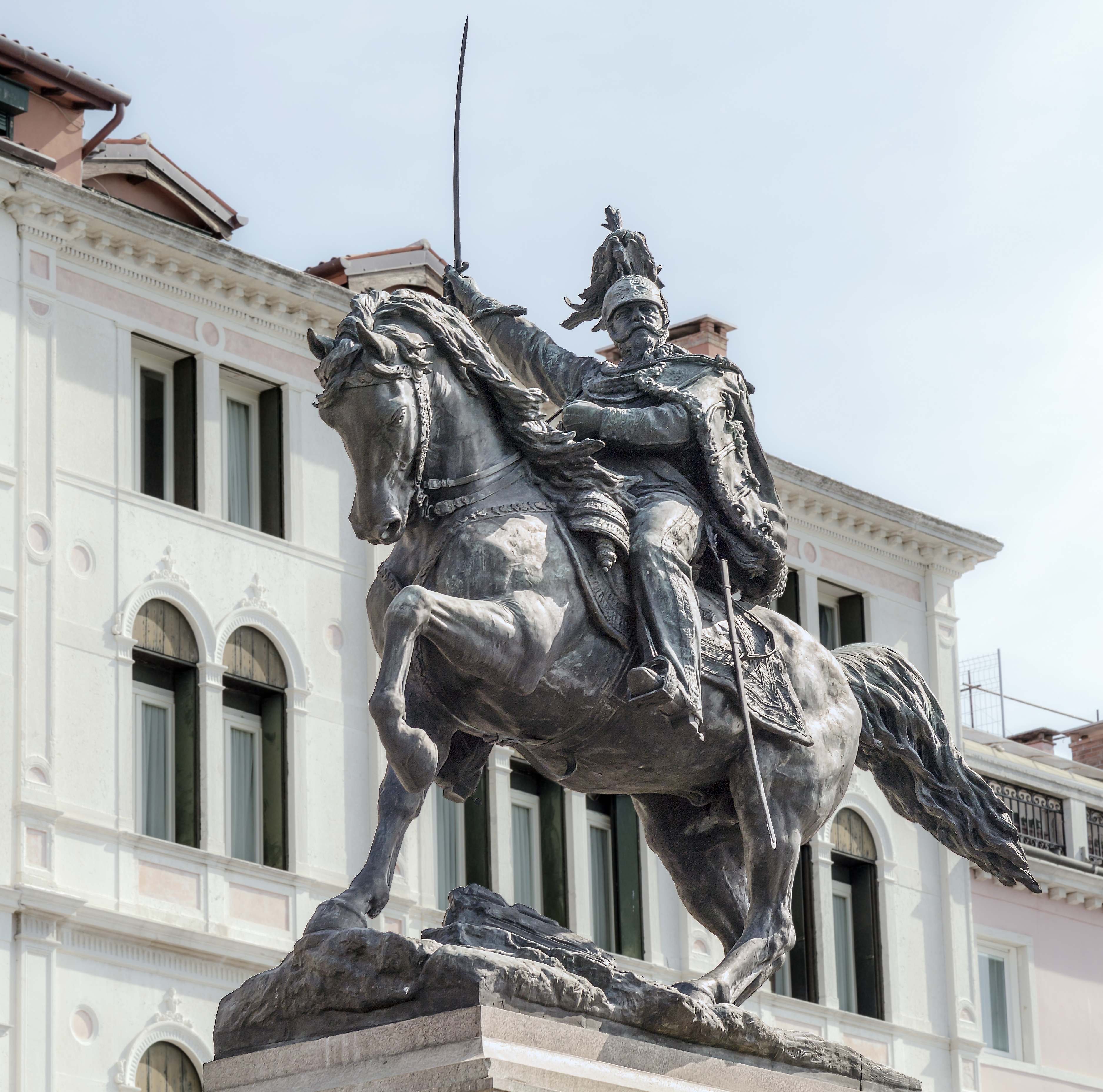
Venecia
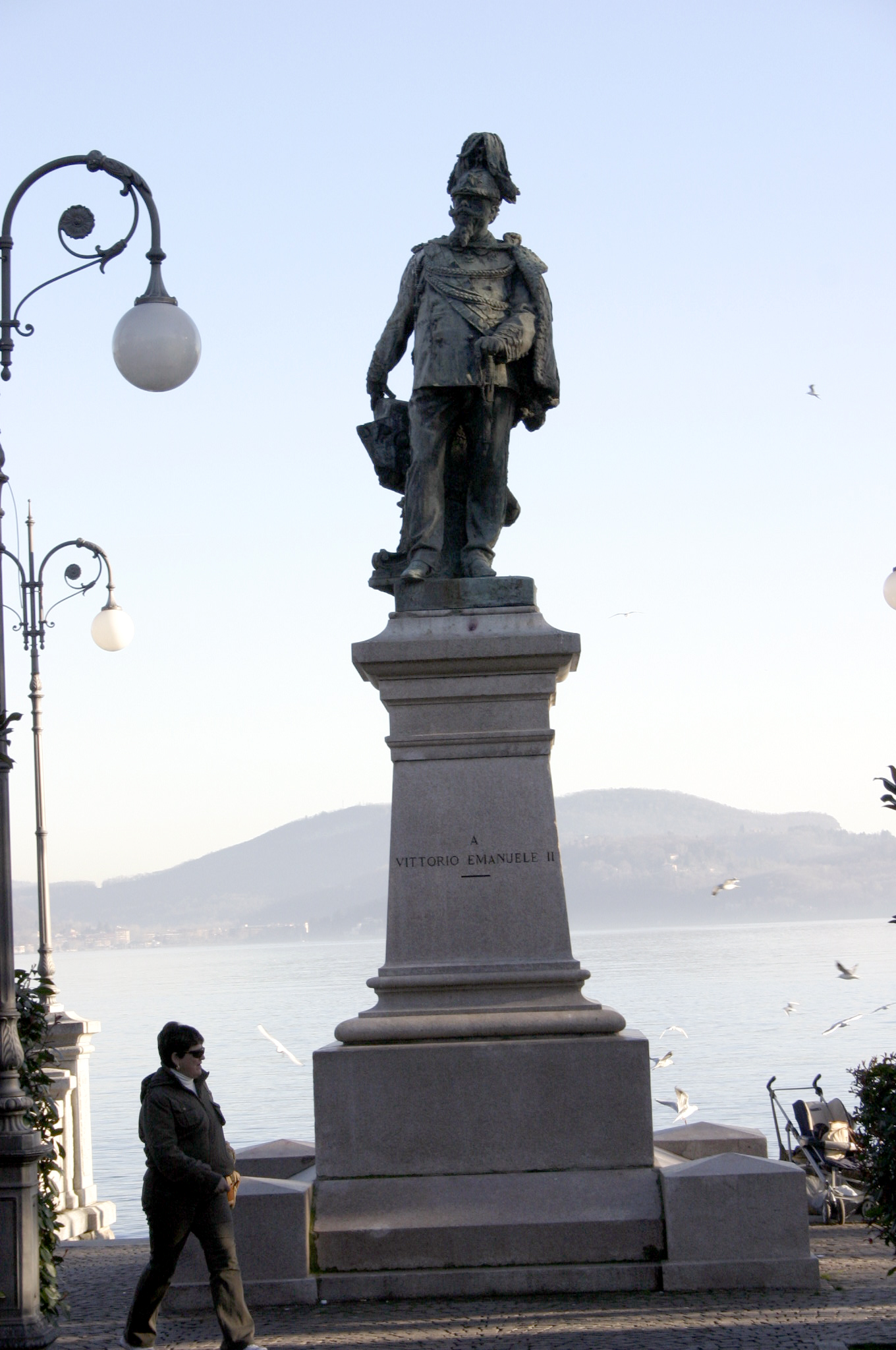
Verbania
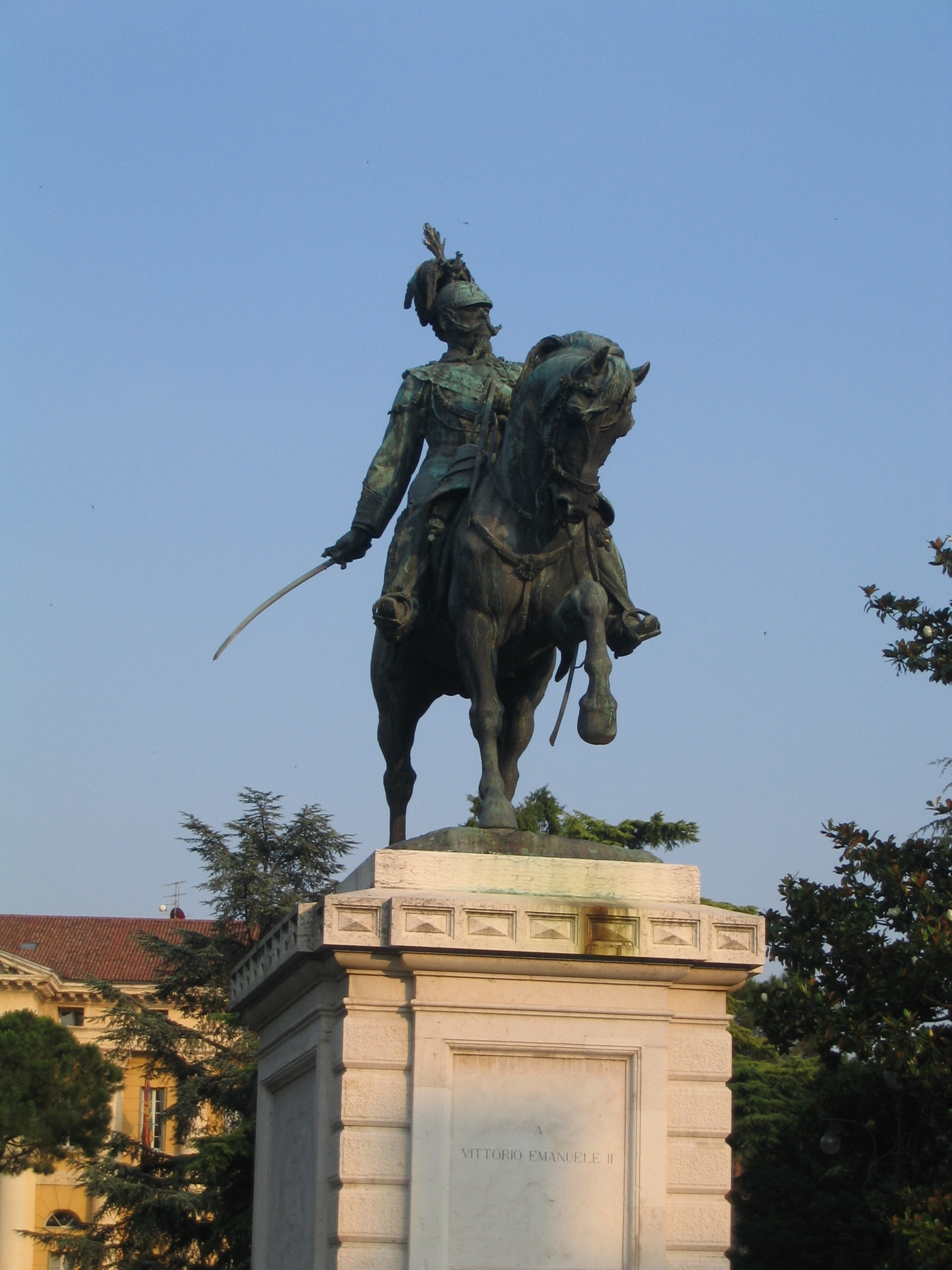
Verona
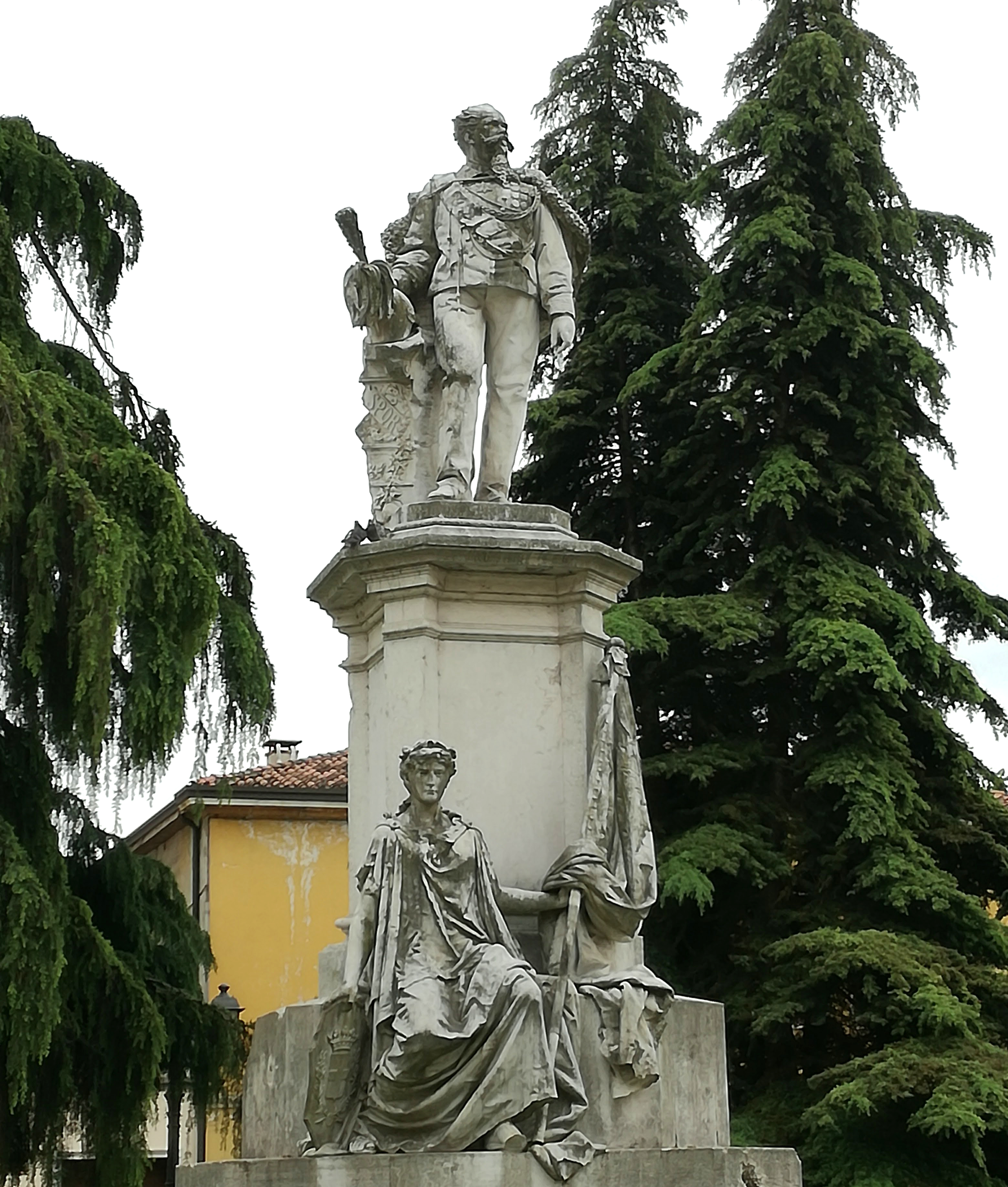
Vicenza

## Ancestros
| \| \| \| \| \| \| \| \| \| \| \| \| \| \| \| \| \| \| \| \| 16. Luis Victor, Príncipe de Carignano \| \| \| \| \| \| \| \| \| \| \| \| \| \| \| \| \| \| \| \| \| \| \| \| \| \| \| \| \| \| \| \| \| \| \| \| \| \| \| \| \| \| \| \| \| \| \| \| \| \| \| \| \| \| 8. Príncipe Victor Amadeus II de Carignano \| \| \| \| \| \| \| \| \| \| \| \| \| \| \| \| \| \| \| \| \| \| \| \| \| \| \| \| \| \| \| \| \| \| \| \| \| \| \| \| \| \| \| \| \| \| \| \| \| \| \| \| \| \| 17. Landgravina Christine de Hesse-Rotenburg \| \| \| \| \| \| \| \| \| \| \| \| \| \| \| \| \| \| \| \| \| \| \| \| \| \| \| \| \| \| \| \| \| \| \| \| \| \| \| \| \| \| \| \| \| \| \| \| \| \| \| \| \| \| 4. Príncipe Carlos Emmanuel de Carignano \| \| \| \| \| \| \| \| \| \| \| \| \| \| \| \| \| \| \| \| \| \| \| \| \| \| \| \| \| \| \| \| \| \| \| \| \| \| \| \| \| \| \| \| \| \| \| \| \| \| \| \| \| \| 18. Luis, Príncipe de Brionne \| \| \| \| \| \| \| \| \| \| \| \| \| \| \| \| \| \| \| \| \| \| \| \| \| \| \| \| \| \| \| \| \| \| \| \| \| \| \| \| \| \| \| \| \| \| \| \| \| \| \| \| \| \| 9. Princesa Joséphine de Lorena \| \| \| \| \| \| \| \| \| \| \| \| \| \| \| \| \| \| \| \| \| \| \| \| \| \| \| \| \| \| \| \| \| \| \| \| \| \| \| \| \| \| \| \| \| \| \| \| \| \| \| \| \| \| 19. Louise de Rohan-Rochefort \| \| \| \| \| \| \| \| \| \| \| \| \| \| \| \| \| \| \| \| \| \| \| \| \| \| \| \| \| \| \| \| \| \| \| \| \| \| \| \| \| \| \| \| \| \| \| \| \| \| \| \| \| \| 2. Rey Carlos Alberto de Cerdeña \| \| \| \| \| \| \| \| \| \| \| \| \| \| \| \| \| \| \| \| \| \| \| \| \| \| \| \| \| \| \| \| \| \| \| \| \| \| \| \| \| \| \| \| \| \| \| \| \| \| \| \| \| \| 20. Rey Augusto III de Polonia \| \| \| \| \| \| \| \| \| \| \| \| \| \| \| \| \| \| \| \| \| \| \| \| \| \| \| \| \| \| \| \| \| \| \| \| \| \| \| \| \| \| \| \| \| \| \| \| \| \| \| \| \| \| 10. Carlos de Sajonia, Duque de Curlandia \| \| \| \| \| \| \| \| \| \| \| \| \| \| \| \| \| \| \| \| \| \| \| \| \| \| \| \| \| \| \| \| \| \| \| \| \| \| \| \| \| \| \| \| \| \| \| \| \| \| \| \| \| \| 21. Archiduquesa Maria Josepha de Austria \| \| \| \| \| \| \| \| \| \| \| \| \| \| \| \| \| \| \| \| \| \| \| \| \| \| \| \| \| \| \| \| \| \| \| \| \| \| \| \| \| \| \| \| \| \| \| \| \| \| \| \| \| \| 5. Princesa Maria Christina de Sajonia \| \| \| \| \| \| \| \| \| \| \| \| \| \| \| \| \| \| \| \| \| \| \| \| \| \| \| \| \| \| \| \| \| \| \| \| \| \| \| \| \| \| \| \| \| \| \| \| \| \| \| \| \| \| 22. Conde Stanislaus Corvin-Krasiński \| \| \| \| \| \| \| \| \| \| \| \| \| \| \| \| \| \| \| \| \| \| \| \| \| \| \| \| \| \| \| \| \| \| \| \| \| \| \| \| \| \| \| \| \| \| \| \| \| \| \| \| \| \| 11. Princesa Franciszka Corvin-Krasińska \| \| \| \| \| \| \| \| \| \| \| \| \| \| \| \| \| \| \| \| \| \| \| \| \| \| \| \| \| \| \| \| \| \| \| \| \| \| \| \| \| \| \| \| \| \| \| \| \| \| \| \| \| \| 23. Condesa Aniela Humiecka \| \| \| \| \| \| \| \| \| \| \| \| \| \| \| \| \| \| \| \| \| \| \| \| \| \| \| \| \| \| \| \| \| \| \| \| \| \| \| \| \| \| \| \| \| \| \| \| \| \| \| \| \| \| 1. Victor Emmanuel II de Italia \| \| \| \| \| \| \| \| \| \| \| \| \| \| \| \| \| \| \| \| \| \| \| \| \| \| \| \| \| \| \| \| \| \| \| \| \| \| \| \| \| \| \| \| \| \| \| \| \| \| \| \| \| \| 24. Francisco I Sacro Emperador Romano \| \| \| \| \| \| \| \| \| \| \| \| \| \| \| \| \| \| \| \| \| \| \| \| \| \| \| \| \| \| \| \| \| \| \| \| \| \| \| \| \| \| \| \| \| \| \| \| \| \| \| \| \| \| 12. Leopoldo II Sacro Emperador Romano \| \| \| \| \| \| \| \| \| \| \| \| \| \| \| \| \| \| \| \| \| \| \| \| \| \| \| \| \| \| \| \| \| \| \| \| \| \| \| \| \| \| \| \| \| \| \| \| \| \| \| \| \| \| 25. Reina Maria Theresa de Austria \| \| \| \| \| \| \| \| \| \| \| \| \| \| \| \| \| \| \| \| \| \| \| \| \| \| \| \| \| \| \| \| \| \| \| \| \| \| \| \| \| \| \| \| \| \| \| \| \| \| \| \| \| \| 6. Gran Duque Fernando III de Toscana \| \| \| \| \| \| \| \| \| \| \| \| \| \| \| \| \| \| \| \| \| \| \| \| \| \| \| \| \| \| \| \| \| \| \| \| \| \| \| \| \| \| \| \| \| \| \| \| \| \| \| \| \| \| 26. Rey Carlos III de España \| \| \| \| \| \| \| \| \| \| \| \| \| \| \| \| \| \| \| \| \| \| \| \| \| \| \| \| \| \| \| \| \| \| \| \| \| \| \| \| \| \| \| \| \| \| \| \| \| \| \| \| \| \| 13. Infanta María Luisa de España \| \| \| \| \| \| \| \| \| \| \| \| \| \| \| \| \| \| \| \| \| \| \| \| \| \| \| \| \| \| \| \| \| \| \| \| \| \| \| \| \| \| \| \| \| \| \| \| \| \| \| \| \| \| 27. Maria Princesa Maria Amalia de Sajonia \| \| \| \| \| \| \| \| \| \| \| \| \| \| \| \| \| \| \| \| \| \| \| \| \| \| \| \| \| \| \| \| \| \| \| \| \| \| \| \| \| \| \| \| \| \| \| \| \| \| \| \| \| \| 3. Archiduquesa Maria Theresa de Austria \| \| \| \| \| \| \| \| \| \| \| \| \| \| \| \| \| \| \| \| \| \| \| \| \| \| \| \| \| \| \| \| \| \| \| \| \| \| \| \| \| \| \| \| \| \| \| \| \| \| \| \| \| \| 28. Rey Carlos VII de Nápoles (= 26) \| \| \| \| \| \| \| \| \| \| \| \| \| \| \| \| \| \| \| \| \| \| \| \| \| \| \| \| \| \| \| \| \| \| \| \| \| \| \| \| \| \| \| \| \| \| \| \| \| \| \| \| \| \| 14. Rey Fernando I de las Dos Sicilias \| \| \| \| \| \| \| \| \| \| \| \| \| \| \| \| \| \| \| \| \| \| \| \| \| \| \| \| \| \| \| \| \| \| \| \| \| \| \| \| \| \| \| \| \| \| \| \| \| \| \| \| \| \| 29. Maria Amalia Reina Maria Amalia de Sajonia (= 27) \| \| \| \| \| \| \| \| \| \| \| \| \| \| \| \| \| \| \| \| \| \| \| \| \| \| \| \| \| \| \| \| \| \| \| \| \| \| \| \| \| \| \| \| \| \| \| \| \| \| \| \| \| \| 7. Princesa Luisa de Nápoles y Sicilia \| \| \| \| \| \| \| \| \| \| \| \| \| \| \| \| \| \| \| \| \| \| \| \| \| \| \| \| \| \| \| \| \| \| \| \| \| \| \| \| \| \| \| \| \| \| \| \| \| \| \| \| \| \| 30. Gran Duque Francisco de Toscana (= 24) \| \| \| \| \| \| \| \| \| \| \| \| \| \| \| \| \| \| \| \| \| \| \| \| \| \| \| \| \| \| \| \| \| \| \| \| \| \| \| \| \| \| \| \| \| \| \| \| \| \| \| \| \| \| 15. Archiduquesa Maria Carolina de Austria \| \| \| \| \| \| \| \| \| \| \| \| \| \| \| \| \| \| \| \| \| \| \| \| \| \| \| \| \| \| \| \| \| \| \| \| \| \| \| \| \| \| \| \| \| \| \| \| \| \| \| \| \| \| 31. Emperatriz Maria Theresa de Austria (= 25) \| \| \| \| \| \| \| \| \| \| \| \| \| \| \| \| \| \| \| \| \| \| \| \| \| \| \| \| \| \| \| \| \| \| \| \| \| \| \| \| \| \| \| \| \| \| \| \| \| \| \| \| |                                                       |  |  |  |  |  |  |  |  |  |  |  |  |  |  |  |
| |                                                       |  |  |  |  |  |  |  |  |  |  |  |  |  |  |  |
| | 16. Luis Victor, Príncipe de Carignano                |  |  |  |  |  |  |  |  |  |  |  |  |  |  |  |
| |                                                       |  |  |  |  |  |  |  |  |  |  |  |  |  |  |  |
| |                                                       |  |  |  |  |  |  |  |  |  |  |  |  |  |  |  |
| | 8. Príncipe Victor Amadeus II de Carignano            |  |  |  |  |  |  |  |  |  |  |  |  |  |  |  |
| |                                                       |  |  |  |  |  |  |  |  |  |  |  |  |  |  |  |
| |                                                       |  |  |  |  |  |  |  |  |  |  |  |  |  |  |  |
| | 17. Landgravina Christine de Hesse-Rotenburg          |  |  |  |  |  |  |  |  |  |  |  |  |  |  |  |
| |                                                       |  |  |  |  |  |  |  |  |  |  |  |  |  |  |  |
| |                                                       |  |  |  |  |  |  |  |  |  |  |  |  |  |  |  |
| | 4. Príncipe Carlos Emmanuel de Carignano              |  |  |  |  |  |  |  |  |  |  |  |  |  |  |  |
| |                                                       |  |  |  |  |  |  |  |  |  |  |  |  |  |  |  |
| |                                                       |  |  |  |  |  |  |  |  |  |  |  |  |  |  |  |
| | 18. Luis, Príncipe de Brionne                         |  |  |  |  |  |  |  |  |  |  |  |  |  |  |  |
| |                                                       |  |  |  |  |  |  |  |  |  |  |  |  |  |  |  |
| |                                                       |  |  |  |  |  |  |  |  |  |  |  |  |  |  |  |
| | 9. Princesa Joséphine de Lorena                       |  |  |  |  |  |  |  |  |  |  |  |  |  |  |  |
| |                                                       |  |  |  |  |  |  |  |  |  |  |  |  |  |  |  |
| |                                                       |  |  |  |  |  |  |  |  |  |  |  |  |  |  |  |
| | 19. Louise de Rohan-Rochefort                         |  |  |  |  |  |  |  |  |  |  |  |  |  |  |  |
| |                                                       |  |  |  |  |  |  |  |  |  |  |  |  |  |  |  |
| |                                                       |  |  |  |  |  |  |  |  |  |  |  |  |  |  |  |
| | 2. Rey Carlos Alberto de Cerdeña                      |  |  |  |  |  |  |  |  |  |  |  |  |  |  |  |
| |                                                       |  |  |  |  |  |  |  |  |  |  |  |  |  |  |  |
| |                                                       |  |  |  |  |  |  |  |  |  |  |  |  |  |  |  |
| | 20. Rey Augusto III de Polonia                        |  |  |  |  |  |  |  |  |  |  |  |  |  |  |  |
| |                                                       |  |  |  |  |  |  |  |  |  |  |  |  |  |  |  |
| |                                                       |  |  |  |  |  |  |  |  |  |  |  |  |  |  |  |
| | 10. Carlos de Sajonia, Duque de Curlandia             |  |  |  |  |  |  |  |  |  |  |  |  |  |  |  |
| |                                                       |  |  |  |  |  |  |  |  |  |  |  |  |  |  |  |
| |                                                       |  |  |  |  |  |  |  |  |  |  |  |  |  |  |  |
| | 21. Archiduquesa Maria Josepha de Austria             |  |  |  |  |  |  |  |  |  |  |  |  |  |  |  |
| |                                                       |  |  |  |  |  |  |  |  |  |  |  |  |  |  |  |
| |                                                       |  |  |  |  |  |  |  |  |  |  |  |  |  |  |  |
| | 5. Princesa Maria Christina de Sajonia                |  |  |  |  |  |  |  |  |  |  |  |  |  |  |  |
| |                                                       |  |  |  |  |  |  |  |  |  |  |  |  |  |  |  |
| |                                                       |  |  |  |  |  |  |  |  |  |  |  |  |  |  |  |
| | 22. Conde Stanislaus Corvin-Krasiński                 |  |  |  |  |  |  |  |  |  |  |  |  |  |  |  |
| |                                                       |  |  |  |  |  |  |  |  |  |  |  |  |  |  |  |
| |                                                       |  |  |  |  |  |  |  |  |  |  |  |  |  |  |  |
| | 11. Princesa Franciszka Corvin-Krasińska              |  |  |  |  |  |  |  |  |  |  |  |  |  |  |  |
| |                                                       |  |  |  |  |  |  |  |  |  |  |  |  |  |  |  |
| |                                                       |  |  |  |  |  |  |  |  |  |  |  |  |  |  |  |
| | 23. Condesa Aniela Humiecka                           |  |  |  |  |  |  |  |  |  |  |  |  |  |  |  |
| |                                                       |  |  |  |  |  |  |  |  |  |  |  |  |  |  |  |
| |                                                       |  |  |  |  |  |  |  |  |  |  |  |  |  |  |  |
| | 1. Victor Emmanuel II de Italia                       |  |  |  |  |  |  |  |  |  |  |  |  |  |  |  |
| |                                                       |  |  |  |  |  |  |  |  |  |  |  |  |  |  |  |
| |                                                       |  |  |  |  |  |  |  |  |  |  |  |  |  |  |  |
| | 24. Francisco I Sacro Emperador Romano                |  |  |  |  |  |  |  |  |  |  |  |  |  |  |  |
| |                                                       |  |  |  |  |  |  |  |  |  |  |  |  |  |  |  |
| |                                                       |  |  |  |  |  |  |  |  |  |  |  |  |  |  |  |
| | 12. Leopoldo II Sacro Emperador Romano                |  |  |  |  |  |  |  |  |  |  |  |  |  |  |  |
| |                                                       |  |  |  |  |  |  |  |  |  |  |  |  |  |  |  |
| |                                                       |  |  |  |  |  |  |  |  |  |  |  |  |  |  |  |
| | 25. Reina Maria Theresa de Austria                    |  |  |  |  |  |  |  |  |  |  |  |  |  |  |  |
| |                                                       |  |  |  |  |  |  |  |  |  |  |  |  |  |  |  |
| |                                                       |  |  |  |  |  |  |  |  |  |  |  |  |  |  |  |
| | 6. Gran Duque Fernando III de Toscana                 |  |  |  |  |  |  |  |  |  |  |  |  |  |  |  |
| |                                                       |  |  |  |  |  |  |  |  |  |  |  |  |  |  |  |
| |                                                       |  |  |  |  |  |  |  |  |  |  |  |  |  |  |  |
| | 26. Rey Carlos III de España                          |  |  |  |  |  |  |  |  |  |  |  |  |  |  |  |
| |                                                       |  |  |  |  |  |  |  |  |  |  |  |  |  |  |  |
| |                                                       |  |  |  |  |  |  |  |  |  |  |  |  |  |  |  |
| | 13. Infanta María Luisa de España                     |  |  |  |  |  |  |  |  |  |  |  |  |  |  |  |
| |                                                       |  |  |  |  |  |  |  |  |  |  |  |  |  |  |  |
| |                                                       |  |  |  |  |  |  |  |  |  |  |  |  |  |  |  |
| | 27. Maria Princesa Maria Amalia de Sajonia            |  |  |  |  |  |  |  |  |  |  |  |  |  |  |  |
| |                                                       |  |  |  |  |  |  |  |  |  |  |  |  |  |  |  |
| |                                                       |  |  |  |  |  |  |  |  |  |  |  |  |  |  |  |
| | 3. Archiduquesa Maria Theresa de Austria              |  |  |  |  |  |  |  |  |  |  |  |  |  |  |  |
| |                                                       |  |  |  |  |  |  |  |  |  |  |  |  |  |  |  |
| |                                                       |  |  |  |  |  |  |  |  |  |  |  |  |  |  |  |
| | 28. Rey Carlos VII de Nápoles (= 26)                  |  |  |  |  |  |  |  |  |  |  |  |  |  |  |  |
| |                                                       |  |  |  |  |  |  |  |  |  |  |  |  |  |  |  |
| |                                                       |  |  |  |  |  |  |  |  |  |  |  |  |  |  |  |
| | 14. Rey Fernando I de las Dos Sicilias                |  |  |  |  |  |  |  |  |  |  |  |  |  |  |  |
| |                                                       |  |  |  |  |  |  |  |  |  |  |  |  |  |  |  |
| |                                                       |  |  |  |  |  |  |  |  |  |  |  |  |  |  |  |
| | 29. Maria Amalia Reina Maria Amalia de Sajonia (= 27) |  |  |  |  |  |  |  |  |  |  |  |  |  |  |  |
| |                                                       |  |  |  |  |  |  |  |  |  |  |  |  |  |  |  |
| |                                                       |  |  |  |  |  |  |  |  |  |  |  |  |  |  |  |
| | 7. Princesa Luisa de Nápoles y Sicilia                |  |  |  |  |  |  |  |  |  |  |  |  |  |  |  |
| |                                                       |  |  |  |  |  |  |  |  |  |  |  |  |  |  |  |
| |                                                       |  |  |  |  |  |  |  |  |  |  |  |  |  |  |  |
| | 30. Gran Duque Francisco de Toscana (= 24)            |  |  |  |  |  |  |  |  |  |  |  |  |  |  |  |
| |                                                       |  |  |  |  |  |  |  |  |  |  |  |  |  |  |  |
| |                                                       |  |  |  |  |  |  |  |  |  |  |  |  |  |  |  |
| | 15. Archiduquesa Maria Carolina de Austria            |  |  |  |  |  |  |  |  |  |  |  |  |  |  |  |
| |                                                       |  |  |  |  |  |  |  |  |  |  |  |  |  |  |  |
| |                                                       |  |  |  |  |  |  |  |  |  |  |  |  |  |  |  |
| | 31. Emperatriz Maria Theresa de Austria (= 25)        |  |  |  |  |  |  |  |  |  |  |  |  |  |  |  |
| |                                                       |  |  |  |  |  |  |  |  |  |  |  |  |  |  |  |
| |                                                       |  |  |  |  |  |  |  |  |  |  |  |  |  |  |  |

| Predecesor: Carlos Alberto | Rey de Cerdeña 1849-1861 | Sucesor: Se convierte en rey de Italia |
| Predecesor: Nuevo título   | Rey de Italia 1861-1878  | Sucesor: Humberto I                    |